# Liste de batailles du XIXe siècle
Pruss
Cette page donne une liste de batailles militaires du XIXe siècle. 
Si vous écrivez un article de description d'une bataille, vous pouvez suivre le modèle d'Article de bataille déjà élaboré. L'encyclopédie y gagnera en homogénéité, et l'article sera immédiatement clair.

## Afrique
| Bataille                                                                       | Date(s)                           | Lieu                                    | Résultat                                                                          |
| ------------------------------------------------------------------------------ | --------------------------------- | --------------------------------------- | --------------------------------------------------------------------------------- |
| Guerre de Tripoli (1801-1805)                                                  |                                   |                                         |                                                                                   |
| Bataille de Derna                                                              | 27 avril - 13 mai 1805            | Libye                                   | Victoire américaine sur Tripoli                                                   |
| Guerre peule (1804-1810)                                                       |                                   |                                         |                                                                                   |
| Bataille de Tsuntua                                                            | décembre 1804                     | Nigeria                                 | Victoire des cités-États haoussas sur les partisans d'Usman dan Fodio             |
| Bataille d'Alwasa                                                              | novembre 1805                     | Nigeria                                 | Victoire des partisans d'Usman dan Fodio sur les cités-États haoussas             |
| Guerre ashanti-fante (1805-1807)                                               |                                   |                                         |                                                                                   |
| Bataille de Kyikyiwere                                                         | 1805                              | Ghana                                   | Victoire des Ashantis sur les Assin (en)                                          |
| Bataille d'Abora                                                               | 1806 ou 1807                      | Ghana                                   | Victoire des Ashantis sur les Fantis                                              |
| Émergence du royaume zoulou et Mfecane (1817-1826)                             |                                   |                                         |                                                                                   |
| Bataille de Gqokli Hill                                                        | avril 1818                        | Afrique du Sud                          | Victoire des Zoulous sur les Ndwandwes                                            |
| Bataille de la Mhlatuze                                                        | 1819                              | Afrique du Sud                          | Victoire des Zoulous sur les Ndwandwes                                            |
| Bataille de Dithakong                                                          | 26 juin 1823                      | province du Cap-du-Nord, Afrique du Sud | Victoire des Griquas et des Tlhaping sur les Mantatees                            |
| Bataille du Ndolowane Hill                                                     | 1826                              | Afrique du Sud                          | Victoire des Zoulous sur les Ndwandwes                                            |
| Fondation de l'empire peul du Macina (1818-1819)                               |                                   |                                         |                                                                                   |
| Bataille de Noukouma                                                           | 18 mars 1818                      | Mali                                    | Victoire des partisans musulmans de Sékou Amadou sur les animistes peuls          |
| Cinquième guerre cafre (1818-1819)                                             |                                   |                                         |                                                                                   |
| Bataille de Grahamstown                                                        | 22 avril 1819                     | Afrique du Sud                          | Victoire britannique sur les Xhosas                                               |
| Première guerre anglo-ashanti (1821-1831)                                      |                                   |                                         |                                                                                   |
| Bataille d'Insamankou                                                          | 21 janvier 1824                   | Ghana                                   | Victoire des Ashantis sur les Britanniques                                        |
| Bataille d'Efutu                                                               | 21 mai 1824                       | Ghana                                   | Victoire des Ashantis sur les Anglo-Denkyera                                      |
| Bataille de Domkodu                                                            | 11 juillet 1824                   | Ghana                                   | Victoire britannique sur les Ashantis et les Assin                                |
| Bataille de Dodowa                                                             | 7 août 1826                       | Dodowa, Ghana                           | Victoire des Britanniques et de leurs alliés sur les Ashantis                     |
| Conquête de l'Algérie (1830-1857)                                              |                                   |                                         |                                                                                   |
| Débarquement de Sidi-Ferruch                                                   | 14 juin 1830                      | Algérie                                 | Victoire française sur la régence d'Alger                                         |
| Bataille de Staoueli                                                           | 19 juin 1830                      | Algérie                                 | Victoire française sur la régence d'Alger                                         |
| Bataille de Sidi Khalef                                                        | 24 juin 1830                      | Algérie                                 | Victoire française sur la régence d'Alger                                         |
| Prise d'Alger                                                                  | 5 juillet 1830                    | Algérie                                 | Victoire française sur la régence d'Alger                                         |
| Combat du Sig ou de Moulay Ismaël                                              | 26 juin 1835                      | Algérie                                 | Difficile victoire française sur l'Algérie                                        |
| Bataille de la Macta                                                           | 28 juin 1835                      | Algérie                                 | Victoire algérienne sur la France                                                 |
| Bataille de la Sikkak                                                          | 6 juillet 1836                    | Algérie                                 | Victoire française sur l'Algérie                                                  |
| Siège de Constantine (1836)                                                    | 21 - 27 novembre 1836             | Constantine, Algérie                    | Victoire algérienne sur la France                                                 |
| Prise de Constantine                                                           | 10 - 13 octobre 1837              | Constantine, Algérie                    | Victoire française sur l'Algérie                                                  |
| Bataille de Mazagran                                                           | février 1840                      | Mazagran, Algérie                       | Victoire française sur l'Algérie                                                  |
| Bataille du col de Mouzaïa                                                     | 12 mai 1840                       | Algérie                                 | Victoire française sur l'Algérie                                                  |
| Bataille de la Smala                                                           | 16 mai 1843                       | Algérie                                 | Victoire française sur l'Algérie                                                  |
| Bataille de l'Isly                                                             | 14 août 1843                      | Frontière algéro-marocaine              | Victoire française sur le Maroc                                                   |
| Bataille de Sidi-Brahim                                                        | 22 - 25 septembre 1845            | Sidi Brahim (Algérie), Algérie          | Victoire algérienne sur la France                                                 |
| Siège de Zaatcha                                                               | 16 juillet - 26 novembre 1849     | Algérie                                 | Victoire française sur les Kabyles                                                |
| Combat d'Aït Aziz                                                              | 30 juin 1857                      | Kabylie, Algérie                        | Victoire française sur les Kabyles                                                |
| Grand Trek (1835-1840)                                                         |                                   |                                         |                                                                                   |
| Bataille de Vegkop                                                             | 16 octobre 1836                   | Afrique du Sud                          | Victoire des Boers sur les Ndébélés                                               |
| Bataille de eGabeni                                                            | novembre 1837                     | Afrique du Sud                          | Victoire des Boers sur les Ndébélés                                               |
| Bataille du mont Thaleni                                                       | 10 avril 1838                     | Afrique du Sud                          | Victoire des Zoulous sur les Boers                                                |
| Bataille de la Tugela ou de Ndondakusuka                                       | 17 avril 1838                     | Afrique du Sud                          | Victoire des Zoulous sur les Boers                                                |
| Bataille de Veglaer                                                            | 13 - 15 août 1838                 | Afrique du Sud                          | Victoire des Boers sur les Zoulous                                                |
| Bataille de Blood River                                                        | 16 décembre 1838                  | KwaZulu-Natal, Afrique du Sud           | Victoire des Boers sur les Zoulous                                                |
| Combat de Mthonjaneni                                                          | 26 décembre 1838                  | Afrique du Sud                          | Victoire des Zoulous sur les Boers                                                |
| Campagne zoulou contre les Swazis                                              |                                   |                                         |                                                                                   |
| Bataille du Lubuya                                                             | début 1839                        | Swaziland                               | Victoire des Swazis sur les Zoulous                                               |
| Guerre civile zoulou (1839 - 1840)                                             |                                   |                                         |                                                                                   |
| Bataille d'amaQongqo ou de Magango                                             | 30 janvier 1840                   | Afrique du Sud                          | Victoire des partisans de Mpande et des Boers sur les partisans de Dingane        |
| Guerres civiles éthiopiennes                                                   |                                   |                                         |                                                                                   |
| Bataille de Debre Tabor (en)                                                   | 7 février 1842                    | Éthiopie                                | Victoire des impériaux sur les féodaux                                            |
| Conflit entre la République de Natalia et le Royaume-Uni (1842-1843)           |                                   |                                         |                                                                                   |
| Bataille de Congella                                                           | nuit du 23 au 24 mai 1842         | KwaZulu-Natal, Afrique du Sud           | Victoire des Boers sur le Royaume-Uni                                             |
| Septième guerre cafre (1846-1847)                                              |                                   |                                         |                                                                                   |
| Bataille de l'Amatola                                                          | 1846                              | Afrique du Sud                          | Bataille indécise entre les Xhosas et les Britanniques                            |
| Bataille de Gwanga                                                             | 8 juin 1846                       | Province du Cap, Afrique du Sud         | Victoire britannique sur les Xhosas                                               |
| Bataille de Burns Hill                                                         | 1847                              | Afrique du Sud                          | Victoire des Xhosas sur les Britanniques                                          |
| Guerre anglo-boer de 1848                                                      |                                   |                                         |                                                                                   |
| Bataille de Boomplaats ou Bloemplaatz                                          | 29 août 1848                      | Afrique du Sud                          | Victoire britannique sur les Boers                                                |
| Guerres d'El Hadj Oumar (1850-1864)                                            |                                   |                                         |                                                                                   |
| Siège du fort de Médine                                                        | 1857                              | Mali                                    | Victoire française sur les Toucouleurs                                            |
| Bataille de Ngano                                                              | 22 mai 1860                       | Mali                                    | Victoire des Toucouleurs sur le Royaume bambara de Ségou                          |
| Guerre anglo-basotho (1850-1853)                                               |                                   |                                         |                                                                                   |
| Bataille de Viervoet                                                           | 1851                              |                                         | Victoire des Basothos sur les Britanniques                                        |
| Bataille de Berea (en)                                                         | 20 décembre 1852                  |                                         | Victoire des Basothos sur les Britanniques                                        |
| Guerre civile zoulou (1856)                                                    |                                   |                                         |                                                                                   |
| Bataille de 'Ndondakusuka                                                      | 2 décembre 1856                   | KwaZulu-Natal, Afrique du Sud           | Victoire des uSuthu sur les iziQoza                                               |
| Guerre hispano-marocaine (1859-1860)                                           |                                   |                                         |                                                                                   |
| Bataille de Sierra de Bullones                                                 | 9 décembre 1859                   | Maroc                                   | Victoire espagnole sur le Maroc                                                   |
| Bataille de Castillejos                                                        | 1er janvier 1860                  | Maroc                                   | Victoire espagnole sur le Maroc                                                   |
| Bataille de Tétouan                                                            | 3 février - 6 février 1860        | Maroc                                   | Victoire espagnole sur le Maroc                                                   |
| Bataille de Wad-Ras                                                            | 23 mars 1860                      | Maroc                                   | Victoire espagnole sur le Maroc                                                   |
| Troisième guerre du Cassange (1861-1862)                                       |                                   |                                         |                                                                                   |
| Désastre de Cassange                                                           | 29 décembre 1861                  | Angola                                  | Victoire du Cassange sur le Portugal                                              |
| Guerre pour le trône du Cayor                                                  |                                   |                                         |                                                                                   |
| Bataille de Coki                                                               | 1862                              | Sénégal                                 | Victoire des partisans de Lat Dior sur ceux de Madiodio                           |
| Combat de Diari                                                                | 8 décembre 1863                   | Sénégal                                 | Victoire des partisans de Madiodio sur ceux de Lat Dior                           |
| Bataille de Ngolgol                                                            | 29 décembre 1863                  | Sénégal                                 | Victoire des partisans de Lat Dior sur ceux de Madiodio et la France              |
| Bataille de Loro                                                               | 12 janvier 1864                   | Sénégal                                 | Victoire française sur les partisans de Lat Dior                                  |
| Guerre ada-anlo (1865-1866)                                                    |                                   |                                         |                                                                                   |
| Bataille de Datsutagba                                                         | 12 avril 1866                     | Ghana                                   | Victoire des Britanniques et de leurs alliés sur les Anlo et leurs alliés         |
| Guerre luso-massangano (1867)                                                  |                                   |                                         |                                                                                   |
| Première bataille de Massangano                                                | 6 juillet 1867                    | Mozambique                              | Victoire du Massangano sur le Portugal                                            |
| Deuxième bataille de Massangano                                                | 31 décembre 1867 - 2 janvier 1868 | Mozambique                              | Victoire du Massangano sur le Portugal                                            |
| Troisième bataille de Massangano                                               | 30 juillet 1868 - 5 août 1868     | Mozambique                              | Victoire du Massangano sur le Portugal                                            |
| Quatrième bataille de Massangano                                               | 22 - 26 novembre 1869             | Mozambique                              | Victoire du Massangano sur le Portugal                                            |
| Guerre entre le Rip et le royaume de Sine (1867) au Sénégal                    |                                   |                                         |                                                                                   |
| Bataille de Fandane-Thiouthioune ou de Somb                                    | 18 juillet 1867                   | Sénégal                                 | Victoire du royaume du Sine sur l'armée des marabouts musulmans du Rip            |
| Expédition britannique en Éthiopie (1868)                                      |                                   |                                         |                                                                                   |
| Bataille de Magdala ou d'Arogue                                                | 13 avril 1868                     | Éthiopie                                | Victoire britannique sur les Abyssins                                             |
| Révolte des Mokrani en Algérie en 1871                                         |                                   |                                         |                                                                                   |
| Combat de Koudiat el-Mezdour                                                   | 3 mai 1871                        | Algérie                                 | Victoire française sur les insurgés                                               |
| Troisième guerre anglo-ashanti (1873-1874)                                     |                                   |                                         |                                                                                   |
| Bataille de Dunkwa                                                             | 8 avril 1873                      | Ghana                                   | Victoire des Ashantis sur les Britanniques, les Fantis, les Assin et les Denkyira |
| Bataille d'Amoaful                                                             | 31 janvier 1874                   | Ghana                                   | Victoire britannique sur les Ashantis                                             |
| Guerre égypto-éthiopienne (1875-1876)                                          |                                   |                                         |                                                                                   |
| Bataille de Gundet                                                             | 16 novembre 1875                  |                                         | Victoire éthiopienne sur l'Égypte                                                 |
| Bataille de Gura                                                               | 7-9 mars 1876                     |                                         | Victoire éthiopienne sur l'Égypte                                                 |
| Neuvième guerre cafre (1877-1879)                                              |                                   |                                         |                                                                                   |
| Bataille de Centane                                                            | 7 février 1878                    | Afrique du Sud                          | Victoire britannique sur les Xhosas                                               |
| Expédition portugaise contre les Floups de Jufunco (Guinée-Bissau, 1878)       |                                   |                                         |                                                                                   |
| Bataille de Bolor                                                              | 30 décembre 1878                  | Guinée-Bissau                           | Victoire des Floups de Jufunco sur le Portugal                                    |
| Guerre anglo-zouloue (1879)                                                    |                                   |                                         |                                                                                   |
| Bataille de l'Inyezane                                                         | 22 janvier 1879                   | KwaZulu-Natal, Afrique du Sud           | Victoire britannique sur les Zoulous                                              |
| Bataille d'Isandhlwana                                                         | 22 janvier 1879                   | KwaZulu-Natal, Afrique du Sud           | Victoire zouloue sur le Royaume-Uni                                               |
| Bataille de Rorke's Drift                                                      | 22 - 23 janvier 1879              | KwaZulu-Natal, Afrique du Sud           | Victoire britannique sur les Zoulous                                              |
| Siège d'Eshowe                                                                 | 7 février - 3 avril 1879          | KwaZulu-Natal, Afrique du Sud           | Victoire britannique sur les Zoulous                                              |
| Bataille de la Ntombe                                                          | 12 mars 1879                      | KwaZulu-Natal, Afrique du Sud           | Victoire zouloue sur le Royaume-Uni                                               |
| Bataille de Hlobane                                                            | 28 mars 1879                      | KwaZulu-Natal, Afrique du Sud           | Victoire zouloue sur le Royaume-Uni                                               |
| Bataille de Kambula                                                            | 29 mars 1879                      | KwaZulu-Natal, Afrique du Sud           | Victoire britannique sur les Zoulous                                              |
| Bataille de Gingindlovu                                                        | 2 avril 1879                      | KwaZulu-Natal, Afrique du Sud           | Victoire britannique sur les Zoulous                                              |
| Bataille d'Ulundi                                                              | 4 juillet 1879                    | KwaZulu-Natal, Afrique du Sud           | Victoire britannique sur les Zoulou                                               |
| 1re guerre des Boers (1880-1881)                                               |                                   |                                         |                                                                                   |
| Bataille de Bronkhorstspruit                                                   | 20 décembre 1880                  | Afrique du Sud                          | Victoire des Boers sur le Royaume-Uni                                             |
| Bataille de Laing's Nek                                                        | 28 janvier 1881                   | Afrique du Sud                          | Victoire des Boers sur le Royaume-Uni                                             |
| Bataille d'Ingogo                                                              | 8 février 1881                    | Afrique du Sud                          | Victoire des Boers sur le Royaume-Uni                                             |
| Combat de Rooihuiskraal                                                        | 12 février 1881                   | Afrique du Sud                          | Victoire des Boers sur le Royaume-Uni                                             |
| Bataille de Majuba Hill                                                        | 27 février 1881                   | Afrique du Sud                          | Victoire des Boers sur le Royaume-Uni                                             |
| Guerre herero-nama (1880-1892)                                                 |                                   |                                         |                                                                                   |
| Bataille d'Etusis                                                              | 2 décembre 1880                   | Namibie                                 | Victoire des Namas sur les Hereros                                                |
| Campagnes de Menelik II (1881-1900)                                            |                                   |                                         |                                                                                   |
| Bataille d'Embabo                                                              | 6 ou 7 juin 1882                  | Éthiopie                                | Victoire du Royaume du Choa sur le Godjam                                         |
| Bataille de Chelenqo                                                           | janvier 1887                      | Éthiopie                                | Victoire du Royaume du Choa sur l'Émirat de Harar                                 |
| Révolte d'Urabi pasha et guerre anglo-égyptienne (1881-1882)                   |                                   |                                         |                                                                                   |
| Combat de Kassassin                                                            | 4 août 1882                       | Égypte                                  | Victoire britannique sur l'Égypte                                                 |
| Bataille de Tel el-Kebir                                                       | 13 septembre 1882                 | Égypte                                  | Victoire britannique sur l'Égypte                                                 |
| Guerre des Mahdistes (1881-1899)                                               |                                   |                                         |                                                                                   |
| Bataille d'Aba                                                                 | 12 août 1881                      | Soudan                                  | Victoire des Mahdistes sur l'Égypte                                               |
| Bataille d'El Obeid ou de Sheykan                                              | 1er novembre 1883                 | Soudan                                  | Victoire des Mahdistes sur les Anglo-Égyptiens                                    |
| Première bataille d'El Teb                                                     | 4 février 1884                    | Soudan                                  | Victoire des Mahdistes sur les Anglo-Égyptiens                                    |
| Deuxième bataille d'El Teb (en)                                                | 28 février 1884                   | Soudan                                  | Victoire britannique sur les Derviches                                            |
| Bataille de Tamai                                                              | 13 mars 1884                      | Soudan                                  | Victoire britannique sur les Derviches                                            |
| Bataille de Trinkitat ou El Teb                                                | 29 mars 1884                      | Soudan                                  | Victoire britannique sur les Derviches                                            |
| Bataille d'El Eilafun                                                          | 14 septembre 1884                 | Soudan                                  | Victoire des Mahdistes sur l'Égypte                                               |
| Bataille d'Abu Klea                                                            | 17 janvier 1885                   | Soudan                                  | Victoire britannique sur les Derviches                                            |
| Bataille d'Abu Kru ou Gubat                                                    | 19 janvier 1885                   | Soudan                                  | Victoire britannique sur les Derviches                                            |
| Siège de Khartoum                                                              | 12 mars 1884 - 26 janvier 1885    | Khartoum, Soudan                        | Victoire des Mahdistes sur les Anglo-Égyptiens                                    |
| Bataille de Kirbekan                                                           | 10 février 1885                   | Soudan                                  | Victoire anglo-égyptienne sur les Derviches                                       |
| Bataille de Hashin                                                             | 20 mars 1885                      | Soudan                                  | Victoire britannique sur les Derviches                                            |
| Bataille de Tofrek                                                             | 22 mars 1885                      | Soudan                                  | Victoire britannique sur les Derviches                                            |
| Bataille de Kufit                                                              | 23 septembre 1885                 |                                         | Victoire éthiopienne sur les Derviches                                            |
| Bataille de Ginnis                                                             | 30 décembre 1885                  | Soudan                                  | Victoire anglo-égyptienne sur les Derviches                                       |
| Bataille de Sar Weha ou de Gondar                                              | 1888                              | près de Gondar, Éthiopie                | Victoire des Derviches sur l'Éthiopie                                             |
| Bataille de Gute Dili                                                          | 14 octobre 1888                   | Wellega, Éthiopie                       | Victoire éthiopienne sur les Derviches                                            |
| Bataille de Metemma ou de Gallabat                                             | 9 - 10 mars 1889                  | Gallabat, Soudan                        | Difficile victoire des Derviches sur l'Éthiopie                                   |
| Combat d'Argin                                                                 | juillet 1889                      | Soudan                                  | Victoire anglo-égyptienne sur les Derviches                                       |
| Bataille de Toski                                                              | 3 août 1889                       | Égypte                                  | Victoire anglo-égyptienne sur les Derviches                                       |
| Combat d'Agordat                                                               | 27 juin 1890                      | Érythrée                                | Victoire italienne sur les Derviches                                              |
| Bataille de Tokar                                                              | 30 décembre 1891                  | Soudan                                  | Victoire britannique sur les Derviches                                            |
| Combat de Serobeti                                                             | 16 juin 1892                      |                                         | Victoire italienne sur les Derviches                                              |
| Combat de Sciaglet                                                             | 20 décembre 1893                  |                                         | Victoire italienne sur les Derviches                                              |
| Bataille d'Agordat                                                             | 21 décembre 1893                  | Érythrée                                | Victoire italienne sur les Derviches                                              |
| Bataille de Kassala                                                            | 17 juillet 1894                   | Soudan                                  | Victoire italienne sur les Derviches                                              |
| Combat de Gulusit                                                              | 22 février 1896                   |                                         | Victoire italienne sur les Derviches                                              |
| Premier combat de Sebderat                                                     | 8 mars 1896                       |                                         | Victoire italienne sur les Derviches                                              |
| Deuxième combat de Sebderat                                                    | 18 mars 1896                      |                                         | Victoire italienne sur les Derviches                                              |
| Combat de Tucruf                                                               | 3 avril 1896                      | Soudan                                  | Victoire des Mahdistes sur l'Italie                                               |
| Bataille de Firket                                                             | 7 juin 1896                       | Soudan                                  | Victoire anglo-égyptienne sur les Derviches                                       |
| Bataille de Hafir                                                              | septembre 1896                    | Soudan                                  | Victoire anglo-égyptienne sur les Derviches                                       |
| Bataille de Bedden                                                             | 17 février 1897                   |                                         | Victoire de l'État indépendant du Congo sur les Derviches                         |
| Bataille de Redjaf                                                             | 17 février 1897                   | Soudan                                  | Victoire de l'État indépendant du Congo sur les Derviches                         |
| Bataille d'Abu Hamed                                                           | 7 août 1897                       | Soudan                                  | Victoire anglo-égyptienne sur les Derviches                                       |
| Bataille d'Atbara                                                              | 8 avril 1898                      | Soudan                                  | Victoire anglo-égyptienne sur les Derviches                                       |
| Bataille de Fachoda                                                            | 25 août 1898                      | Fachoda, Soudan                         | Victoire française sur les Derviches                                              |
| Bataille d'Omdurman                                                            | 2 septembre 1898                  | Omdurman, Soudan                        | Victoire anglo-égyptienne sur les Derviches                                       |
| Bataille de Gedaref                                                            | 22 décembre 1898                  | Soudan                                  | Victoire anglo-égyptienne sur les Derviches                                       |
| Bataille de Roseires                                                           | 26 décembre 1898                  | Soudan                                  | Victoire anglo-égyptienne sur les Derviches                                       |
| Bataille d'Um Dibaykarait ou Oum Debrikat                                      | 22 novembre 1899                  | Soudan                                  | Victoire anglo-égyptienne sur les Derviches                                       |
| Campagne du Soudan                                                             |                                   |                                         |                                                                                   |
| Bataille de Woyowoyanko                                                        | 2 avril 1882                      | Mali                                    | Victoire des partisans de Samory Touré sur la France                              |
| Combat de Takoubao                                                             | 15 janvier 1894                   | Mali                                    | Victoire des Touareg sur la France                                                |
| Guerre entre le Choa et le Godjam en Éthiopie (1882)                           |                                   |                                         |                                                                                   |
| Bataille d'Embabo                                                              | 6 ou 7 juin 1882                  | Éthiopie                                | Victoire du Choa sur le Godjam                                                    |
| Guerre civile zouloue (1883-1884)                                              |                                   |                                         |                                                                                   |
| Bataille de la Msebe                                                           | 30 mars 1883                      | Afrique du Sud                          | Victoire des Mandlakazi sur les uSuthu                                            |
| Bataille d'oNdini                                                              | 21 juillet 1883                   | Afrique du Sud                          | Victoire des Mandlakazi et des Ngenetsheni sur les uSuthu                         |
| Bataille de Tshaneni                                                           | 5 juin 1884                       | Afrique du Sud                          | Victoire des uSuthu et des Boers sur les Mandlakazi                               |
| Première guerre franco-malgache (1883-1885)                                    |                                   |                                         |                                                                                   |
| Combat d'Andampy                                                               | 27 août 1885                      | Madagascar                              | Victoire franco-sakalave sur les Hovas                                            |
| Bataille de Farafate                                                           | 10 septembre 1885                 | Madagascar                              | Victoire des Hovas sur la France                                                  |
| Guerre entre la France et le Cayor (1883 - 1886)                               |                                   |                                         |                                                                                   |
| Bataille de Dékhelé                                                            | 28 octobre 1886                   | Sénégal                                 | Victoire française sur les partisans de Lat Dior                                  |
| Campagne d'Érythrée (1885 - 1888)                                              |                                   |                                         |                                                                                   |
| Combat de Saati ou Sahati                                                      | 25 janvier 1887                   | Érythrée                                | Victoire italienne sur l'Éthiopie                                                 |
| Bataille de Dogali                                                             | 26 janvier 1887                   | Érythrée                                | Victoire éthiopienne sur l'Italie                                                 |
| Bataille de Saganeiti                                                          | 8 août 1888                       | Érythrée                                | Victoire éthiopienne sur l'Italie                                                 |
| Rébellion des uSuthu (1887 - 1888)                                             |                                   |                                         |                                                                                   |
| Bataille de Ceza                                                               | 2 juin 1888                       | Afrique du Sud                          | Victoire des uSuthu sur le Royaume-Uni                                            |
| Bataille d'Ivuna                                                               | 23 juin 1888                      | Afrique du Sud                          | Victoire des uSuthu sur les Mandlakazi                                            |
| Bataille de Hlophekhulu                                                        | 2 juillet 1888                    | Afrique du Sud                          | Victoire britannique sur les uSuthu                                               |
| Guerres de Rabah (1887 - 1900)                                                 |                                   |                                         |                                                                                   |
| Bataille de Ngamagué                                                           | janvier 1894                      | Bornou                                  | Victoire de Rabah sur le Bornou                                                   |
| Bataille de Kachegueur                                                         | janvier 1894                      | Bornou                                  | Victoire de Rabah sur le Bornou                                                   |
| Bataille de Logone-Birni                                                       | janvier 1894                      |                                         | Victoire de Rabah sur le Ouaddaï                                                  |
| Combat de Togbao ou Niellim                                                    | 17 juillet 1899                   |                                         | Victoire de Rabah sur la France                                                   |
| Révolte d'Abushiri (1888 - 1889)                                               |                                   |                                         |                                                                                   |
| Bataille de Bagamoyo                                                           | 22 septembre 1888                 | Bagamoyo, Tanzanie                      | Victoire allemande sur les partisans d'Abushiri                                   |
| Bataille de Nzole                                                              | 8 mai 1889                        | Tanzanie                                | Victoire allemande sur les partisans d'Abushiri                                   |
| Bataille de Dar-es Salam                                                       | 1889                              | Tanzanie                                | Victoire allemande sur les partisans d'Abushiri                                   |
| Bataille de Myombo                                                             | 18 octobre 1889                   | Tanzanie                                | Victoire allemande sur les partisans d'Abushiri                                   |
| Guerre germano-hehe (1891 - 1898)                                              |                                   |                                         |                                                                                   |
| Bataille de Lugalo                                                             | 18 août 1891                      | Tanzanie                                | Victoire des Hehe sur l'Allemagne                                                 |
| Guerre civile religieuse ougandaise (1892)                                     |                                   |                                         |                                                                                   |
| Bataille de Mengo                                                              | 24 janvier 1892                   | Ouganda                                 |                                                                                   |
| Seconde guerre franco-dahoméenne (1892)                                        |                                   |                                         |                                                                                   |
| Combat de Dogba                                                                | 19 septembre 1892                 | Bénin                                   | Victoire française sur le Dahomey                                                 |
| Combat de Gbédé                                                                | 4 octobre 1892                    | Bénin                                   | Victoire française sur le Dahomey                                                 |
| Combat de Poguessa                                                             | 6 octobre 1892                    | Bénin                                   | Victoire française sur le Dahomey                                                 |
| Combat d'Akpa                                                                  | 20 - 21 octobre 1892              | Bénin                                   | Victoire française sur le Dahomey                                                 |
| Combat de Kato-Katopa                                                          | 26 - 27 octobre 1892              | Bénin                                   | Victoire française sur le Dahomey                                                 |
| Campagnes de l'État indépendant du Congo contre les Arabo-Swahilis (1892-1894) |                                   |                                         |                                                                                   |
| Bataille de Kabambare                                                          | 25 janvier 1894                   | République démocratique du Congo        | Victoire de l'État indépendant du Congo sur le Sultanat d'Udjidji                 |
| Guerre des Matabélés (1893)                                                    |                                   |                                         |                                                                                   |
| Bataille de la Shangani                                                        | 25 octobre 1893                   | Zimbabwe                                | Victoire britannique sur les Matabélés                                            |
| Bataille de Bembesi                                                            | 1er novembre 1893                 | Zimbabwe                                | Victoire britannique sur les Matabélés                                            |
| Patrouille de la Shangani                                                      | 3 - 4 décembre 1893               | Zimbabwe                                | Victoire des Matabélés sur les Britanniques                                       |
| Guerre germano-nama (1893-1896)                                                |                                   |                                         |                                                                                   |
| Bataille d'Onab                                                                | 1er février - 2 février 1894      | Namibie                                 |                                                                                   |
| Bataille de Naukloof                                                           | 27 août 1894                      | Namibie                                 |                                                                                   |
| Révolte des Tsongas au Mozambique et guerre luso-gaza (1894-1895)              |                                   |                                         |                                                                                   |
| Bataille de Marracuene                                                         | 2 février 1895                    | Mozambique                              | Victoire portugaise sur les Tsongas                                               |
| Combat de Magul                                                                | 8 septembre 1895                  | Mozambique                              | Victoire portugaise sur les Tsongas                                               |
| Bataille de Coolela                                                            | 7 novembre 1895                   | Mozambique                              | Victoire portugaise sur le Gaza                                                   |
| Deuxième guerre franco-malgache (1895)                                         |                                   |                                         |                                                                                   |
| Combat d'Ambodimonti                                                           | 15 mai 1895                       | Madagascar                              | Victoire française sur les Hovas                                                  |
| Combat de Mavetanana                                                           | 9 juin 1895                       | Madagascar                              | Victoire française sur les Hovas                                                  |
| Combat de Tsarasotra                                                           | 29 juin 1895                      | Madagascar                              | Victoire française sur les Hovas                                                  |
| Combat du mont Beritzoka                                                       | 30 juin 1895                      | Madagascar                              | Victoire française sur les Hovas                                                  |
| Combat d'Ambodiamontana                                                        | 22 juillet 1895                   | Madagascar                              | Victoire française sur les Hovas                                                  |
| Combat d'Andriba                                                               | 22 août 1895                      | Madagascar                              | Victoire française sur les Hovas                                                  |
| Combat de Sabotsy-Ambonihola                                                   | 29 septembre 1895                 | Madagascar                              | Victoire française sur les Hovas                                                  |
| Première guerre italo-éthiopienne (1895 - 1896)                                |                                   |                                         |                                                                                   |
| Bataille de Coatit                                                             | 13 - 14 janvier 1895              | Éthiopie                                | Victoire italienne sur le Tigré                                                   |
| Bataille de Senafé                                                             | 15 janvier 1895                   | Éthiopie                                | Victoire italienne sur le Tigré                                                   |
| Bataille d'Amba Alagi (1895)                                                   | 7 décembre 1895                   | Éthiopie                                | Victoire éthiopienne sur l'Italie                                                 |
| Siège de Mekele                                                                | 1er - 21 janvier 1896             | Éthiopie                                | Victoire éthiopienne sur l'Italie                                                 |
| Bataille d'Adoua                                                               | 1er mars 1896                     | Éthiopie                                | Victoire éthiopienne sur l'Italie                                                 |
| Révolte des Batetela de Luluabourg (1895)                                      |                                   |                                         |                                                                                   |
| Bataille de Gandu                                                              | 18 octobre 1895                   | République démocratique du Congo        | Victoire de l'État indépendant du Congo sur les Batetela                          |
| Bataille de Gongo Machoffe                                                     | octobre 1895                      | République démocratique du Congo        | Victoire de l'État indépendant du Congo sur les Batetela                          |
| Raid Jameson (1896)                                                            |                                   |                                         |                                                                                   |
| Bataille de Doornkop                                                           | 1er janvier 1896                  | Transvaal, Afrique du Sud               | Victoire des Boers sur les Britanniques                                           |
| Guerre germano-dagomba (1896)-(Togo-Ghana)                                     |                                   |                                         |                                                                                   |
| Bataille d'Adibo                                                               | 4 décembre 1896                   | Ghana                                   | Victoire allemande sur les Dagomba                                                |
| Campagne du Bechuanaland (1896-1897)                                           |                                   |                                         |                                                                                   |
| Combat de Pokwani                                                              | 24 décembre 1896                  | Botswana                                | Victoire britannique sur les Tswanas                                              |
| Combat de Gamasep Kloof                                                        | 1897                              | Botswana                                | Victoire britannique sur les Tswanas                                              |
| Combat de Riet Kloof                                                           | 1897                              | Botswana                                | Victoire britannique sur les Tswanas                                              |
| Combat de Landberg                                                             | 31 juillet - 1er août 1897        | Botswana                                | Victoire britannique sur les Tswanas                                              |
| Guerre entre la France et les Zabrama (1897)                                   |                                   |                                         |                                                                                   |
| Bataille de Gandiaga                                                           | mars 1897                         | Ghana                                   | Victoire française sur les Zabrama                                                |
| Bataille de Doucie                                                             | juin 1897                         | Ghana                                   | Victoire française sur les Zabrama                                                |
| Révolte des Batetela 1897-1899                                                 |                                   |                                         |                                                                                   |
| Bataille de la Lindi                                                           | 15 juillet 1897                   | République démocratique du Congo        | Victoire de l'État indépendant du Congo sur les Batetela                          |
| 2e guerre des Boers (1899 - 1902)                                              |                                   |                                         |                                                                                   |
| Bataille de Kraaipan                                                           | 12 - 13 octobre 1899              | Afrique du Sud                          | Victoite des Boers sur le Royaume-Uni                                             |
| Bataille de Talana                                                             | 20 octobre 1899                   | Afrique du Sud                          | Victoire britannique sur les Boers                                                |
| Bataille d'Elandslaagte                                                        | 21 octobre 1899                   | Afrique du Sud                          | Victoire britannique sur les Boers                                                |
| Bataille de Rietfontein                                                        | 24 octobre 1899                   | Afrique du Sud                          |                                                                                   |
| Bataille de Nicholson's Nek                                                    | 30 octobre 1899                   | Afrique du Sud                          |                                                                                   |
| Combat de Pepworth Hill                                                        | 30 octobre 1899                   | Afrique du Sud                          |                                                                                   |
| Bataille de Ladysmith                                                          | 30 octobre 1899                   | Afrique du Sud                          | Victoite des Boers sur le Royaume-Uni                                             |
| Bataille de Belmont (1899)                                                     | 23 novembre 1899                  | Afrique du Sud                          | Victoire britannique sur les Boers                                                |
| Bataille de Graspan                                                            | 25 novembre 1899                  | Afrique du Sud                          | Victoire britannique sur les Boers                                                |
| Bataille de Modder River                                                       | 28 novembre 1899                  | Afrique du Sud                          | Victoire des Boers sur le Royaume-Uni                                             |
| Bataille de Stormberg                                                          | 10 décembre 1899                  | Afrique du Sud                          | Victoire des Boers sur le Royaume-Uni                                             |
| Bataille de Magersfontein                                                      | 11 décembre 1899                  | Afrique du Sud                          | Victoire des Boers sur le Royaume-Uni                                             |
| Bataille de Colenso                                                            | 15 décembre 1899                  | KwaZulu-Natal, Afrique du Sud           | Victoire des Boers sur le Royaume-Uni                                             |

## Amérique du Nord
| Bataille | Date(s)                           | Lieu                         | Résultat                                                                     |
| --- | --------------------------------- | ---------------------------- | ---------------------------------------------------------------------------- |
| Guerre russo-tlingit (1802-1804)                                                                                   |                                   |                              |                                                                              |
| Bataille de Sitka                                                                                                  | 1er - 7 octobre 1804              | Alaska                       | Victoire russe sur les Tlingits                                              |
| Guerre de 1812 (1812-1815)                                                                                         |                                   |                              |                                                                              |
| Bataille de Queenston Heights                                                                                      | 13 octobre 1812                   | Ontario                      | Victoire britannique sur les États-Unis                                      |
| Bataille de York                                                                                                   | 27 avril 1813                     | Toronto, Ontario             | Victoire américaine sur le Royaume-Uni                                       |
| Bataille de Beaver Dams                                                                                            | 24 juin 1813                      | Ontario                      | Victoire britannique et des Mohawks sur les États-Unis                       |
| Bataille de la rivière Thames                                                                                      | 5 octobre 1813                    | Ontario                      | Victoire américaine sur les Britanniques et les Indiens de Tecumseh          |
| Bataille de Châteauguay                                                                                            | 26 octobre 1813                   | Ontario                      | Victoire anglo-canadienne sur les États-Unis                                 |
| Bataille de Bladensburg (en)                                                                                       | 24 août 1814                      | Maryland                     | Victoire britannique sur les États-Unis                                      |
| Bataille de Baltimore                                                                                              | 12 - 14 septembre 1814            | Maryland                     | Victoire américaine sur le Royaume-Uni                                       |
| Bataille de Cook's Mills                                                                                           | 19 octobre 1814                   | Ontario                      | Victoire tactique américaine et stratégique britannique                      |
| Bataille de La Nouvelle-Orléans                                                                                    | 8 janvier 1815                    | Louisiane                    | Victoire américaine sur le Royaume-Uni                                       |
| Révolution texane (1835 - 1836)                                                                                    |                                   |                              |                                                                              |
| Bataille d'Anahuac                                                                                                 | 29 juin 1835                      | Texas                        | Victoire texane sur le Mexique                                               |
| Bataille de Gonzales                                                                                               | 30 septembre 1835                 | Texas                        | Victoire texane sur le Mexique                                               |
| Siège de Fort Alamo                                                                                                | 25 février - 6 mars 1836          | Texas                        | Victoire mexicaine sur le Texas                                              |
| Bataille de Coleto Creek                                                                                           | 25 mars 1836                      | Texas                        | Victoire mexicaine sur le Texas                                              |
| Bataille de San Jacinto                                                                                            | 21 avril 1836                     | Texas                        | Victoire texane sur le Mexique                                               |
| Rébellion des Patriotes ou rébellion du Bas-Canada (1837 - 1838)                                                   |                                   |                              |                                                                              |
| Bataille de Saint-Denis                                                                                            | 23 novembre 1837                  | Québec                       | Victoire des Patriotes sur le Royaume-Uni                                    |
| Bataille de Saint-Charles                                                                                          | 25 novembre 1837                  | Québec                       | Victoire britannique sur les Patriotes                                       |
| Bataille de Saint-Eustache                                                                                         | 14 décembre 1837                  | Québec                       | Victoire britannique sur les Patriotes                                       |
| Bataille d'Odelltown                                                                                               | 3 novembre 1838                   | Odelltown, Québec            | Victoire des Loyalistes sur les Patriotes                                    |
| Bataille de Lacolle                                                                                                | 7 novembre 1838                   | Lacolle, Québec              | Victoire des Loyalistes sur les Patriotes                                    |
| Guerre américano-mexicaine (1846 - 1848)                                                                           |                                   |                              |                                                                              |
| Siège de Fort Texas                                                                                                | 3 - 9 mai 1846                    | Texas                        | Victoire américaine sur le Mexique                                           |
| Bataille de Palo Alto                                                                                              | 8 mai 1846                        | Texas                        | Victoire américaine sur le Mexique                                           |
| Bataille du Resaca de la Palma                                                                                     | 9 mai 1846                        | Texas                        | Victoire américaine sur le Mexique                                           |
| Bataille de Monterrey                                                                                              | 21 - 23 septembre 1846            | Mexique                      | Victoire américaine sur le Mexique                                           |
| Bataille de Dominguez Rancho                                                                                       | 7 octobre 1846                    | Californie                   | Victoire mexicaine sur les États-Unis                                                                             |
| Bataille de Natividad                                                                                              | 16 novembre 1846                  | Californie                   | Victoire américaine sur le Mexique                                           |
| Bataille de San Pasqual                                                                                            | 6 décembre 1846                   | Californie                   | Victoire mexicaine sur les États-Unis                                        |
| Bataille d'El Brazito                                                                                              | 25 décembre 1846                  | Nouveau-Mexique              |                                                                              |
| Bataille de Santa Clara                                                                                            | 2 janvier 1847                    | Californie                   |                                                                              |
| Bataille de San Gabriel                                                                                            | 8 janvier 1847                    | Californie                   | Victoire américaine sur le Mexique                                           |
| Bataille de La Mesa                                                                                                | 9 janvier 1847                    | Californie                   | Victoire américaine sur le Mexique                                           |
| Bataille de La Canada                                                                                              | 24 janvier 1847                   | Nouveau-Mexique              |                                                                              |
| Bataille de Mora                                                                                                   | 24 janvier 1847                   | Nouveau-Mexique              |                                                                              |
| Bataille d'Embudo Pass                                                                                             | 29 janvier 1847                   | Nouveau-Mexique              |                                                                              |
| Bataille de Buena Vista                                                                                            | 22 - 23 février 1847              | Mexique                      | Victoire américaine sur le Mexique                                           |
| Bataille de Sacramento                                                                                             | 28 février 1847                   | Mexique                      | Victoire américaine sur le Mexique                                           |
| Siège de Veracruz                                                                                                  | 22 - 29 mars 1847                 | Veracruz, Mexique            | Victoire américaine sur le Mexique                                           |
| Bataille de Cerro Gordo                                                                                            | 18 avril 1847                     | Mexique                      | Victoire américaine sur le Mexique                                           |
| Combat de Las Vegas                                                                                                | 6 juin 1847                       | Nouveau-Mexique              |                                                                              |
| Bataille de Contreras                                                                                              | 19 - 20 août 1847                 | Mexique                      | Victoire américaine sur le Mexique                                           |
| Bataille de Churubusco                                                                                             | 20 août 1847                      | Mexique                      | Victoire américaine sur le Mexique                                           |
| Bataille de Molino del Rey                                                                                         | 8 septembre 1847                  | Mexique                      | Victoire américaine sur le Mexique                                           |
| Bataille de Chapultepec                                                                                            | 12 - 13 septembre 1847            | Mexique                      | Victoire américaine sur le Mexique                                           |
| Siège de Puebla (1847)                                                                                             | 14 septembre - 12 octobre 1847    | Puebla, Mexique              | Victoire américaine sur le Mexique                                           |
| Bataille de Huamantla                                                                                              | 5 octobre 1847                    | Mexique                      | Victoire américaine sur le Mexique                                           |
| Bataille d'Atlixco                                                                                                 | 19 octobre 1847                   | Mexique                      | Victoire américaine sur le Mexique                                           |
| Guerre de la Réforme au Mexique (1857-1860)                                                                        |                                   |                              |                                                                              |
| Bataille de Tacubaya                                                                                               | 11 avril 1859                     | Mexique                      | Victoire des troupes gouvernementales sur les libéraux                       |
| Bataille de Calpulalpan                                                                                            | 20 décembre 1860                  | Mexique                      | Victoire des libéraux sur le gouvernement conservateur                       |
| Guerre de Sécession (1861-1865) (pour une liste plus complète voir: Liste des batailles de la guerre de Sécession) |                                   |                              |                                                                              |
| Première bataille de Bull Run ou première bataille de Manassas                                                     | 21 juillet 1861                   | États-Unis                   | Victoire confédérée                                                          |
| Bataille de Shiloh                                                                                                 | 6 avril 1862                      | États-Unis                   | Victoire nordiste                                                            |
| Bataille de Sept Jours                                                                                             | 25 juin - 1er juillet 1862        | États-Unis                   | Victoire confédérée                                                          |
| Seconde bataille de Bull Run ou seconde bataille de Manassas                                                       | 30 août 1862                      | États-Unis                   | Victoire confédérée                                                          |
| Bataille d'Antietam                                                                                                | 17 septembre 1862                 | États-Unis                   | Victoire nordiste                                                            |
| Bataille de Fredericksburg                                                                                         | 13 décembre 1862                  | États-Unis                   | Victoire confédérée                                                          |
| Bataille de la Stones River                                                                                        | 31 décembre 1862 - 2 janvier 1863 | États-Unis                   | Victoire nordiste                                                            |
| Bataille de Chancellorsville                                                                                       | 27 avril - 6 mai 1863             | États-Unis                   | Victoire confédérée                                                          |
| Bataille de Champion's Hill                                                                                        | 16 mai 1863                       | États-Unis                   | Victoire nordiste                                                            |
| Bataille de Gettysburg                                                                                             | 1er juillet - 3 juillet 1863      | États-Unis                   | Victoire nordiste                                                            |
| Reddition de Vicksburg                                                                                             | 4 juillet 1863                    | États-Unis                   | Victoire nordiste                                                            |
| Bataille de Chattanooga                                                                                            | 23 - 25 novembre 1863             | États-Unis                   | Victoire nordiste                                                            |
| Bataille de la Wilderness                                                                                          | 5 - 6 mai 1864                    | États-Unis                   | Bataille indécise                                                            |
| Bataille de Spotsylvania                                                                                           | 9 - 12 mai 1864                   | États-Unis                   | Victoire nordiste                                                            |
| Bataille de Cold Harbor                                                                                            | 3 juin 1864                       | États-Unis                   | Victoire confédérée                                                          |
| Bataille de la Peachtree Creek                                                                                     | 20 juillet 1864                   | États-Unis                   | Victoire nordiste                                                            |
| Bataille d'Atlanta                                                                                                 | 22 juillet 1864                   | États-Unis                   | Victoire nordiste                                                            |
| Expédition du Mexique (1861-1867)                                                                                  |                                   |                              |                                                                              |
| Bataille de Las Cumbres                                                                                            | 28 avril 1862                     | Acultzingo, Mexique          | Victoire française sur le Mexique                                            |
| Première bataille de Puebla                                                                                        | 5 mai 1862                        | Puebla, Mexique              | Victoire mexicaine sur la France                                             |
| Combat de Camerone                                                                                                 | 30 avril 1863                     | Camerone, Mexique            | Victoire mexicaine sur la France                                             |
| Bataille de San Pablo del Monte                                                                                    | 15 mai 1863                       | San Pablo del Monte, Mexique | Victoire française sur le Mexique                                            |
| Seconde bataille de Puebla                                                                                         | 16 mars - 17 mai 1863             | Puebla, Mexique              | Victoire française sur le Mexique                                            |
| Bataille de Tacámbaro                                                                                              | 11 avril 1865                     | Tacámbaro, Mexique           | Victoire des républicains sur les impériaux et la Légion belge               |
| Bataille de Bagdad (Mexique)                                                                                       | janvier 1866                      | Mexique                      | Victoire des républicains et des nordistes sur les impériaux et les Français |
| Combat d'Ixmiquilpan                                                                                               | 25 septembre 1866                 | Ixmiquilpan, Mexique         | Victoire des républicains sur la Légion belge                                |
| Bataille de La Carbonera                                                                                           | 18 octobre 1866                   | La Carbonera, Mexique        | Victoire des républicains sur la France, les Impériaux et les Autrichiens    |
| Guerres des plaines (1862-1871)                                                                                    |                                   |                              |                                                                              |
| Massacre de Bear River                                                                                             | 29 janvier 1863                   | Idaho                        | Victoire de l'US Army sur les Shoshones                                      |
| Première bataille d'Adobe Walls                                                                                    | 26 novembre 1864                  | Texas                        | Victoire des Comanches et des Kiowas sur l'US Army                           |
| Bataille de Washita River                                                                                          | 27 novembre 1868                  | Oklahoma                     | Victoire de l'US Army sur les Cheyennes                                      |
| Raids féniens au Canada (1866-1870)                                                                                |                                   |                              |                                                                              |
| Bataille de Ridgeway                                                                                               | 12 juin 1866                      | Ontario, Canada              | Victoire des Féniens sur le Canada                                           |
| Bataille d'Eccles Hill                                                                                             | 25 mai 1870                       | Québec, Canada               | Victoire du Canada sur les Féniens                                           |
| Guerre des Black Hills (1876-1877)                                                                                 |                                   |                              |                                                                              |
| Bataille de la Rosebud Creek                                                                                       | 17 juin 1876                      | Wyoming                      | Bataille indécise entre les Sioux et l'US Army                               |
| Bataille de Little Big Horn                                                                                        | 25 juin 1876                      | Montana                      | Victoire des Sioux et des Cheyennes sur l'US Army                            |
| Bataille de Slim Buttes                                                                                            | 9 septembre 1876                  | Dakota du Sud                | Victoire de l'US Army sur les Sioux                                          |
| Bataille de Dull Knife                                                                                             | 25 novembre 1876                  | Territoire du Wyoming        | Victoire de l'US Army sur les Cheyennes                                      |
| Guerre des Nez-Percés (1877)                                                                                       |                                   |                              |                                                                              |
| Bataille de White Bird Canyon                                                                                      | 17 juin 1877                      | Idaho                        | Victoire des Nez-Percés sur l'US Army                                        |
| Attaque du camp de Looking Glass                                                                                   | 1er juillet 1877                  | Idaho                        | Victoire de l'US Army sur les Nez-Percés                                     |
| Bataille de Cottonwood                                                                                             | 3-5 juillet 1877                  | Idaho                        | Victoire des Nez-Percés sur l'US Army                                        |
| Bataille de la Clearwater                                                                                          | 11-12 juillet 1877                | Idaho                        | Victoire de l'US Army sur les Nez-Percés                                     |
| Fort Fizzle |                                   |                              |                                                                              |
| Bataille de Big Hole                                                                                               | 9 août 1877                       | Montana                      | Bataille indécise entre l'US Army et les Nez-Percés                          |
| Bataille de Camas Meadows                                                                                          | 20 août 1877                      | Idaho                        | Victoire des Nez-Percés sur l'US Army                                        |
| Nez-Percés au parc de Yellowstone                                                                                  |                                   |                              |                                                                              |
| Bataille de Canyon Creek                                                                                           | 13 septembre 1877                 | Montana                      | Victoire des Nez-Percés sur l'US Army                                        |
| Cow Creek (Montana)                                                                                                |                                   |                              |                                                                              |
| Bataille de Bear Paw Mountains                                                                                     | 30 septembre - 5 octobre 1877     | Montana                      | Victoire de l'US Army sur les Nez-Percés                                     |
| Rébellion du Nord-Ouest (1885)                                                                                     |                                   |                              |                                                                              |
| Bataille du lac aux Canards                                                                                        | 26 mars 1885                      | Saskatchewan, Canada         | Victoire des Métis sur le Canada                                             |
| Battleford |                                   | Saskatchewan, Canada         |                                                                              |
| Massacre de Frog Lake                                                                                              | 2 avril 1885                      | Alberta, Canada              | Neufs colons tués par des Cris                                               |
| Bataille de Fort Pitt                                                                                              | 15 avril 1885                     | Saskatchewan, Canada         | Victoire des Cris sur le Canada                                              |
| Bataille de la coulée des Tourond                                                                                  | 24 avril 1885                     | Saskatchewan, Canada         | Victoire des Métis sur le Canada                                             |
| Bataille de Cut Knife                                                                                              | 2 mai 1885                        | Saskatchewan, Canada         | Victoire des Cris et des Assiniboines sur le Canada                          |
| Bataille de Batoche                                                                                                | 9-12 mai 1885                     | Saskatchewan, Canada         | Victoire canadienne sur les Métis                                            |
| Bataille de Frenchman Butte                                                                                        | 28 mai 1885                       | Saskatchewan, Canada         | Victoire des Cris sur le Canada                                              |
| Bataille de Loon Lake                                                                                              | 13 juin 1885                      | Saskatchewan, Canada         | Victoire canadienne sur les Cris                                             |

## Antilles, Amérique centrale et Amérique du Sud
Pour les batailles des guerres d'indépendance des pays d'Amérique latine contre l'Espagne et le Portugal, voir: Liste de batailles des guerres d'indépendance de l'Amérique espagnole
| Bataille | Date(s)               | Lieu                                | Résultat |
| --- | --------------------- | ----------------------------------- | --- |
| Guerre civile haïtienne |                       |                                     | |
| Bataille de Sibert | 1er janvier 1807      | Haïti                               | |
| Guerres civiles argentines (1814-1880) |                       |                                     | |
| Bataille de Cepeda (1820) | 1er février 1820      | Province de Buenos Aires, Argentine | Victoire des fédéralistes sur les unitaires |
| Bataille de La Tablada | 22 - 23 juin 1829     | Argentine                           | Victoire des unitaires sur les fédéralistes |
| Bataille d'Oncativo | 25 février 1830       | Province de Córdoba, Argentine      | Victoire décisive des unitaires |
| Bataille de la Cuidadela | 4 novembre 1831       | Province de Tucumán, Argentine      | Victoire décisive des fédéralistes sur les unitaires |
| Bataille de Cepeda (1859) | 23 octobre 1859       | Province de Buenos Aires, Argentine | Victoire de la Confédération argentine sur l'État de Buenos Aires                                                                                           |
| Bataille de Pavón | 17 septembre 1861     | Province de Santa Fe, Argentine     | Victoire décisive de l'État de Buenos Aires sur la Confédération argentine                                                                                  |
| Guerre d'indépendance du Salvador (1822-1823) |                       |                                     | |
| Bataille de Mejicanos | 7 février 1823        | Salvador                            | Victoire des troupes du Premier Empire mexicain sur les indépendantistes salvadoriens                                                                       |
| Guerre civile costaricaine de 1823 |                       |                                     | |
| Bataille d'Ochomogo | 5 avril 1823          | Ochomogo, Costa Rica                | Victoire des républicains sur les impérialistes |
| Guerre de Cisplatine (1825-1827) |                       |                                     | |
| Bataille de Sarandi | 12 octobre 1825       | Uruguay                             | Victoire des indépendantiste uruguayens sur le Brésil |
| Bataille d'Ituzaingó | 20 février 1827       | Rio Grande do Sul, Brésil           | Victoire de l'Argentine et des indépendantistes uruguayens sur le Brésil                                                                                    |
| Guerre Grande Colombie-Pérou (1828-1829) |                       |                                     | |
| Bataille de Portete de Tarqui | 27 février 1829       | Équateur                            | Victoire de la Grande Colombie sur le Pérou |
| Guerre civile chilienne de 1829 |                       |                                     | |
| Bataille d'Ochagavía | 14 décembre 1829      | Chili                               | Victoire du gouvernement libéral sur les conservateurs |
| Bataille du Lircay | 17 avril 1830         | Sur les berges du Lircay, Chili     | Victoire des conservateurs sur les libéraux |
| Guerre civile équatorienne de 1835 |                       |                                     | |
| Bataille de Miñarica | 18 janvier 1835       | Équateur                            | Victoire des Convencionales sur les Restauradores, favorables à l'union avec la Colombie                                                                    |
| Guerres de la Confédération péruano-bolivienne (1835-1839) |                       |                                     | |
| Bataille de Yanacocha | 13 août 1835          | Pérou                               | Victoire de la Bolivie sur les partisans du général péruvien Agustin Gamarra                                                                                |
| Bataille d'Uchumayu | 4 février 1836        | Pérou                               | Victoire des partisans du général péruvien Felipe Santiago de Salaverry sur la Bolivie                                                                      |
| Bataille de Socobaya | 7 février 1836        | Pérou                               | Victoire de la Bolivie sur les partisans du général péruvien Felipe Santiago de Salaverry                                                                   |
| Bataille de Montenegro | 24 juin 1838          |                                     | Victoire de la Confédération péruano-bolivienne sur l'Argentine                                                                                             |
| Bataille de Guias | 21 août 1838          | Pérou                               | Victoire du Chili sur la Confédération péruano-bolivienne                                                                                                   |
| Bataille de Yungay | 20 janvier 1839       | Pérou                               | Victoire du Chili et des opposants péruviens sur la Confédération péruano-bolivienne                                                                        |
| Guerre civile uruguayenne (1836-1838) |                       |                                     | |
| Bataille de Carpintería | 19 septembre 1836     | Uruguay                             | Victoire du gouvernement conservateur de Manuel Oribe (los blancos - les blancs) sur les rebelles libéraux de Fructuoso Rivera (los colorados - les rouges) |
| Bataille de Palmar | 15 juin 1838          | Uruguay                             | Victoire les rebelles libéraux de Fructuoso Rivera (los colorados - les rouges) sur les troupes du gouvernementales                                         |
| Guerra Grande (1839-1852) |                       |                                     | |
| Bataille de Caseros | 3 février 1852        | Argentine                           | Victoire du Brésil, de l'Uruguay et d'opposants argentins d'Entre Rios et du Corrientes sur la Confédération argentine                                      |
| Guerre civile péruvienne de 1841 |                       |                                     | |
| Bataille de Carmen Alto | 22 juillet 1844       | Pérou                               | Victoire des rebelles sur les forces gouvernementales |
| Guerre péruano-bolivienne (1841-1842) |                       |                                     | |
| Bataille de Mecapapa | 22 octobre 1841       | Bolivie                             | Victoire péruvienne sur la Bolivie |
| Bataille d'Ingavi | 18 novembre 1841      | Bolivie                             | Victoire bolivienne sur le Pérou |
| Guerre haïtiano-dominicaine (1844-1856) |                       |                                     | |
| Bataille d'Azua | 19 mars 1844          | République dominicaine              | Victoire dominicaine sur Haïti |
| Bataille de Santiago | 30 mars 1844          | République dominicaine              | Victoire dominicaine sur Haïti |
| Bataille de La Estrelleta (en) | 17 septembre 1845     | République dominicaine              | Victoire dominicaine sur Haïti |
| Bataille de Beler | 27 octobre 1845       | République dominicaine              | Victoire dominicaine sur Haïti |
| Bataille d'El Numero (en) | 17 avril 1849         | République dominicaine              | Victoire dominicaine sur Haïti |
| Bataille de las Carreras (en) | 21 avril 1849         | République dominicaine              | Victoire dominicaine sur Haïti |
| Bataille de Santomé (en) | 22 décembre 1855      | République dominicaine              | Victoire dominicaine sur Haïti |
| Bataille de Cambronal | 22 décembre 1855      | République dominicaine              | Victoire dominicaine sur Haïti |
| Bataille de Sabana Larga (en) | 24 janvier 1856       | République dominicaine              | Victoire dominicaine sur Haïti |
| Rébellion en Bolivie du général José Miguel de Velasco contre le gouvernement de José Ballivián (1847)                                                                   |                       |                                     | |
| Bataille de Vitichi | 7 novembre 1847       | Bolivie                             | Victoire gouvernementale sur les rebelles |
| Rébellion en Bolivie du général Manuel Isidoro Belzu contre le gouvernement de José Miguel de Velasco (1848)                                                             |                       |                                     | |
| Bataille de Yamparáez | 6 décembre 1848       | Bolivie                             | Victoire de Belzu sur Velasco |
| Guerre du Guatemala contre le Salvador et le Honduras (1851) |                       |                                     | |
| Bataille de la Arada | 2 février 1851        | Guatemala                           | Victoire guatémaltèque sur le Salvador et le Honduras |
| Guerre civile chilienne de 1851 |                       |                                     | |
| Bataille de Loncomilla | 8 décembre 1851       | Chili                               | Victoire du gouvernement conservateur sur les libéraux |
| Guerre civile péruvienne de 1855 |                       |                                     | |
| Bataille de La Palma | 5 janvier 1855        | Pérou                               | Victoire des rebelles sur les forces gouvernementales |
| Campagne nationale (1855-1857) ou Guerre nationale ou Guerre de Walker                                                                                                   |                       |                                     | |
| Bataille de Santa Rosa (en) | 20 mars 1856          | Costa Rica                          | Victoire costaricaine sur les flibustiers |
| Bataille de Rivas (1856) | 11 avril 1856         | Nicaragua                           | Victoire costaricaine sur les flibustiers |
| Bataille de San Jacinto (1856) | 14 septembre 1856     | Nicaragua                           | Victoire nicaraguayenne sur les flibustiers |
| Bataille de San Juan del Sur | 23 novembre 1856      | Nicaragua                           | Victoire des flibustiers américains sur le Costa Rica |
| Bataille del Jocote | 5 mars 1857           | Nicaragua                           | Victoire nicaraguayenne sur les flibustiers |
| Siège de Rivas | 5 mars - 1er mai 1857 | Nicaragua                           | Victoire du Costa Rica, du Nicaragua et du Salvador sur les flibustiers                                                                                     |
| Révolution chilienne de 1859 |                       |                                     | |
| Bataille de Cerro Grande | 29 avril 1859         | Chili                               | Victoire du gouvernement conservateur sur les libéraux |
| Guerre fédérale (1859-1863) au Venezuela |                       |                                     | |
| Bataille de Santa Inés | 10 décembre 1859      | Venezuela                           | Victoire des fédéralistes sur les troupes gouvernementales constitutionalistes                                                                              |
| Bataille de Coplé | 17 février 1860       | Venezuela                           | Victoire des gouvernementaux sur les fédéralistes |
| Bataille de Buchivacoa | 26 - 27 décembre 1862 | Venezuela                           | Victoire des fédéralistes sur les constitutionalistes |
| Guerre civile colombienne (1860-1862) |                       |                                     | |
| Bataille d'Oratorio | 15 août 1860          | Colombie                            | Victoire gouvernementale sur les libéraux |
| Bataille de Segovia | 19 novembre 1860      | Colombie                            | Victoire des rebelles libéraux sur les gouvernementaux |
| Bataille de Santa Barbará | 25 mars 1861          | Colombie                            | Victoire gouvernementale sur les libéraux |
| Bataille de Bogotá | 18 juillet 1861       | Colombie                            | Victoire des rebelles libéraux sur les gouvernementaux |
| Guerre équatoriano-colombienne (1863) |                       |                                     | |
| Bataille de Cuaspud | 6 décembre 1863       | Colombie                            | Victoire colombienne sur l'Équateur |
| Guerre de la Triple Alliance (1864-1870) |                       |                                     | |
| Bataille de Riachuelo | 11 juin 1865          | Sur le Rio Paraná, Brésil           | Victoire de l'empire du Brésil sur le Paraguay |
| Bataille d'Estero Bellaco | 2 mai 1866            | Paraguay                            | Victoire du Brésil, de l'Argentine et de l'Uruguay sur le Paraguay                                                                                          |
| Bataille de Tuyutí | 24 mai 1866           | Au nord du Rio Paraná               | Victoire du Brésil, de l'Argentine et de l'Uruguay sur le Paraguay                                                                                          |
| Bataille de Curupayty (en) | 22 septembre 1866     | Paraguay                            | Victoire paraguayenne sur le Brésil, l'Argentine et l'Uruguay                                                                                               |
| Bataille d'Acosta Ñu | 16 août 1869          | Paraguay                            | Victoire du Brésil, de l'Argentine et de l'Uruguay sur le Paraguay                                                                                          |
| Bataille de Cerro Corá | 1er mars 1870         | Paraguay                            | Victoire brésilienne sur le Paraguay |
| Conquête du désert (1869-1888) |                       |                                     | |
| Bataille de San Carlos | 8 mars 1872           | Province de Buenos Aires, Argentine | Victoire argentine sur les Ranquels et les Mapuches |
| Guerre du Pacifique (1879-1883) |                       |                                     | |
| Bataille de Pisagua | 2 novembre 1879       |                                     | Victoire chilienne sur la Bolivie et le Pérou |
| Bataille de Dolores | 19 - 20 novembre 1879 |                                     | Victoire chilienne sur la Bolivie et le Pérou |
| Bataille de Tarapacá | 27 novembre 1879      |                                     | Victoire péruvienne sur le Chili |
| Bataille de Tacna | 25 - 26 mai 1880      | Pérou                               | Victoire chilienne sur la Bolivie et le Pérou |
| Bataille d'Arica | 6 - 7 juin 1880       | Chili                               | Victoire chilienne sur la Bolivie et le Pérou |
| Bataille de Chorrillos | 13 janvier 1881       | Pérou                               | Victoire chilienne sur le Pérou |
| Bataille de Miraflores | 15 janvier 1881       | Pérou                               | Victoire chilienne sur le Pérou |
| Combat de La Concepcion | 9 - 10 juillet 1882   | Pérou                               | Victoire péruvienne sur le Chili |
| Bataille de Huamachuco | 10 juillet 1883       | Pérou                               | Victoire chilienne sur le Pérou |
| Guerre entre le Guatemala et le Salvador (1885) |                       |                                     | |
| Bataille de Chalchuapa | 1er - 2 avril 1885    | Chalchuapa, Salvador                | Victoire salvadorienne sur le Guatemala |
| Guerre civile chilienne de 1891 |                       |                                     | |
| Combat de Zapiga | 21 janvier 1891       | Chili                               | Victoire des congressistes sur les troupes du gouvernement de José Manuel Balmaceda                                                                         |
| Combat d'Alto Hospicio | 23 janvier 1891       | Alto Hospicio, Chili                | Victoire des troupes du gouvernement de José Manuel Balmaceda sur les rebelles congressistes                                                                |
| Combat de Punitaqui | 24 janvier 1891       | Chili                               | Victoire des troupes du gouvernement de José Manuel Balmaceda sur les rebelles congressistes                                                                |
| Combat de Dolores ou de San Francisco | 15 février 1891       | Chili                               | Victoire des congressistes sur les troupes du gouvernement de José Manuel Balmaceda                                                                         |
| Combat d'Huara | 17 février 1891       | Chili                               | Victoire des troupes du gouvernement de José Manuel Balmaceda sur les rebelles congressistes                                                                |
| Bataille de Pozo Almonte | 7 mars 1891           | Pozo Almonte, Chili                 | Victoire des congressistes sur les troupes du gouvernement de José Manuel Balmaceda                                                                         |
| Bataille de Concón | 21 août 1891          | Chili                               | Victoire des congressistes sur les troupes du gouvernement de José Manuel Balmaceda                                                                         |
| Bataille de Placilla | 28 août 1891          | Chili                               | Victoire des congressistes sur les troupes du gouvernement de José Manuel Balmaceda                                                                         |
| Guerre d'indépendance cubaine (1895) (pour les batailles voir Liste de batailles des guerres d'indépendance de l'Amérique espagnole) et Guerre hispano-américaine (1898) |                       |                                     | |

## Asie
| Bataille                                    | Date(s)                       | Lieu                                      | Résultat                                                   |
| ------------------------------------------- | ----------------------------- | ----------------------------------------- | ---------------------------------------------------------- |
| Deuxième guerre anglo-marathe (1803-1805)   |                               |                                           |                                                            |
| Bataille de Dehli (en)                      | 16 septembre 1803             | Inde                                      | Victoire britannique sur l'Empire marathe                  |
| Bataille d'Assaye                           | 23 septembre 1803             | Inde                                      | Victoire britannique sur l'Empire marathe                  |
| Bataille de Laswari (en)                    | 1er novembre 1803             | Inde                                      | Victoire britannique sur l'Empire marathe                  |
| Bataille d'Argaum ou d'Argaon               | 28 novembre 1803              | Inde                                      | Victoire britannique sur l'Empire marathe                  |
| Bataille de Farrukhabad (en)                | 17 novembre 1804              | Inde                                      | Victoire britannique sur l'Empire marathe                  |
| Guerre russo-persane (1804-1813)            |                               |                                           |                                                            |
| Bataille d'Aslanduz                         | 31 octobre 1812               | Iran                                      | Victoire russe sur la Perse                                |
| Bataille de Lankaran                        | 1813                          | Lankaran, Azerbaïdjan                     | Victoire russe sur la Perse                                |
| Guerre anglo-népalaise (1814-1816)          |                               |                                           |                                                            |
| Bataille de Malaun                          | 14 - 16 avril 1814            | Népal                                     | Victoire britannique sur le Népal                          |
| Bataille de Makwanpore                      | 28 février 1816               | Népal                                     | Victoire britannique sur le Népal                          |
| Guerre du Caucase (1816-1864)               |                               |                                           |                                                            |
| Bataille de Goumbet                         | 31 mai 1839                   | Goumbet                                   | Victoire russe sur les Daghestanais et les Tchétchènes     |
| Prise d'Akhoulgo                            | 22 août 1839                  | Akhoulgo                                  | Victoire russe sur les Daghestanais et les Tchétchènes     |
| Première bataille de Valerik                | 11 juillet 1840               |                                           | Victoire russe sur les Daghestanais et les Tchétchènes     |
| Bataille de Saïd-Iourt                      | 10 octobre 1840               |                                           | Victoire russe sur les Daghestanais et les Tchétchènes     |
| Deuxième bataille de Valerik                | 30 octobre 1840               |                                           | Victoire russe sur les Daghestanais et les Tchétchènes     |
| Bataille de Dargo                           | 1845                          |                                           | Victoire des Daghestanais et des Tchétchènes sur la Russie |
| Bataille de Gordali                         | 11 août 1852                  |                                           | Victoire des Daghestanais et des Tchétchènes sur la Russie |
| Bataille de Mesken-Douke                    | 4 juillet 1858                |                                           | Victoire russe sur les Daghestanais et les Tchétchènes     |
| Bataille d'Atchkhoï                         | 9 juillet 1858                |                                           | Victoire russe sur les Daghestanais et les Tchétchènes     |
| Bataille d'Ahtchip                          | mai 1864                      | vallée de Khodz                           | Victoire russe sur les Tcherkesses Oubykh                  |
| Première Guerre égypto-ottomane (1831-1833) |                               |                                           |                                                            |
| Bataille de Konya                           | 21 décembre 1832              | Konya, Turquie                            | Victoire égyptienne sur l'Empire ottoman                   |
| Première guerre anglo-birmane (1824-1826)   |                               |                                           |                                                            |
| Bataille de Danubyu                         | 2 avril 1824                  | Birmanie                                  | Victoire britannique sur les Birmans                       |
| Bataille de Watigaon                        | 15 novembre 1825              | Birmanie                                  | Victoire birmane sur le Royaume-Uni                        |
| Bataille de Prome                           | 30 novembre - 2 décembre 1825 | Birmanie                                  | Victoire britannique sur les Birmans                       |
| Guerre siamo-laotienne de 1826-1829         |                               |                                           |                                                            |
| Bataille de Nong-Bua-Lamphu                 | 1827                          | Thaïlande                                 | Victoire siamoise sur le Laos                              |
| Guerre siamo-cambodgienne de 1831-1834      |                               |                                           |                                                            |
| Bataille de Kompong Chang                   | 1832                          | Cambodge                                  | Victoire siamoise sur le Cambodge                          |
| Deuxième Guerre égypto-ottomane (1839-1841) |                               |                                           |                                                            |
| Bataille de Nézib                           | 26 juin 1839                  | Nusaybin, Turquie                         | Victoire égyptienne sur l'Empire ottoman                   |
| Bataille de Bhersaf ou Behorsaf             | 10 octobre 1840               |                                           | Victoire britannique sur l'Égypte                          |
| Première guerre anglo-afghane (1839-1842)   |                               |                                           |                                                            |
| Bataille de Gandamak                        | 6 - 13 janvier 1842           | Gandamak, Afghanistan                     | Victoire afghane sur le Royaume-Uni                        |
| Première guerre anglo-sikh (1845-1846)      |                               |                                           |                                                            |
| Bataille de Mudki                           | 18 décembre 1845              | Mudki, Pendjab                            | Victoire britannique sur les Sikhs                         |
| Bataille de Ferozeshah                      | 21 - 22 décembre 1845         | Ferozeshah, Pendjab                       | Victoire britannique sur les Sikhs                         |
| Bataille d'Aliwal                           | 28 janvier 1846               | sur les rives du Sutlej, Pendjab          | Victoire britannique sur les Sikhs                         |
| Bataille de Sobraon                         | 10 février 1846               | Sobraon, Pendjab                          | Victoire britannique sur les Sikhs                         |
| Guerre anglo-perse (1856-1857)              |                               |                                           |                                                            |
| Bataille de Bushire                         | 10 décembre 1856              | Iran                                      | Victoire britannique sur la Perse                          |
| Bataille de Koosh-Ab                        | 8 février 1857                | Iran                                      | Victoire britannique sur la Perse                          |
| Deuxième guerre de l'opium (1856-1860)      |                               |                                           |                                                            |
| Bataille de la Bogue                        | 12 - 13 novembre 1856         | Chine                                     | Victoire britannique sur la Chine                          |
| Bataille de Fatshan Creek                   | 1er juin 1857                 | Chine                                     | Victoire britannique sur la Chine                          |
| Seconde bataille de Canton                  |                               | Chine                                     |                                                            |
| Prise des forts de Peï-Ho                   | 1er - 21 août 1860            | Tanggu, Chine                             | Victoire franco-britannique sur la Chine                   |
| Bataille de Zhangjiawan                     | 18 septembre 1860             | Chine                                     | Victoire franco-britannique décisive sur la Chine          |
| Bataille de Palikao                         | 21 septembre 1860             | Chine                                     | Victoire franco-britannique décisive sur la Chine          |
| Révolte des cipayes (1857-1858)             |                               |                                           |                                                            |
| Bataille de Badulla Serai                   | 8 juin 1857                   | Près de Delhi, Inde                       | Victoire britannique sur les rebelles                      |
| Bataille de Chinhut                         | 30 juin 1857                  | Près de Lucknow, Inde                     | Victoire des rebelles sur le Royaume-Uni                   |
| Bataille de Shahgunje                       | 5 juillet 1857                | Près d'Agra, Inde                         | Victoire des rebelles sur le Royaume-Uni                   |
| Bataille de Futtehpoor                      | 12 juillet 1857               | Futtehpoor, Inde                          | Victoire britannique sur les rebelles                      |
| Bataille d'Aong                             | 15 juillet 1857               | Inde                                      | Victoire britannique sur les rebelles                      |
| Bataille de Pandoo Nuddee                   | 15 juillet 1857               | Inde                                      | Victoire britannique sur les rebelles                      |
| Bataille d'Aherwa                           | 16 juillet 1857               | Inde                                      | Victoire britannique sur les rebelles                      |
| Bataille d'Onao                             | 29 juillet 1857               | Inde                                      | Victoire britannique sur les rebelles                      |
| Bataille d'Arrah                            | 2 août 1857                   | Inde                                      | Victoire britannique sur les rebelles                      |
| Bataille de Busherutgunje                   | 12 août 1857                  | Inde                                      | Victoire britannique sur les rebelles                      |
| Bataille de Jugdispore                      | 12 août 1857                  | Inde                                      | Victoire britannique sur les rebelles                      |
| Bataille de Bithoor                         | 16 août 1857                  | Inde                                      | Victoire britannique sur les rebelles                      |
| Bataille d'Allygurh                         | 24 août 1857                  | Inde                                      | Victoire britannique sur les rebelles                      |
| Bataille de Nujuffghur                      | 25 août 1857                  | Inde                                      | Victoire britannique sur les rebelles                      |
| Bataille de Mundoree                        | 20 septembre 1857             | Inde                                      | Victoire britannique sur les rebelles                      |
| Siège de Jhansi                             | Du 23 mars au 2 avril 1858    | Jhansi, Inde                              | Victoire britannique sur les rebelles                      |
| Bataille de Kalpi                           | 22 mai 1858                   | Inde                                      | Victoire britannique sur les rebelles                      |
| Seconde guerre anglo-afghane (1878-1880)    |                               |                                           |                                                            |
| Bataille de Charasia                        | 6 octobre 1879                | Afghanistan                               | Victoire britannique sur les Afghans                       |
| Bataille d'Ahmed Khel                       | 19 avril 1880                 | Afghanistan                               | Victoire britannique sur les Afghans                       |
| Bataille de Maiwand                         | 27 juillet 1880               | Afghanistan                               | Victoire afghane sur le Royaume-Uni                        |
| Guerre franco-chinoise (1881-1885)          |                               |                                           |                                                            |
| Bataille de Phung                           | 1er septembre 1883            | Viêt Nam                                  | Victoire française sur les Pavillons Noirs                 |
| Bataille de Bang-Bo                         | 24 mars 1884                  | Chine                                     | Victoire chinoise sur la France                            |
| Bataille de Ky Lua                          | 28 mars 1884                  | Viêt Nam                                  | Victoire française sur la Chine                            |
| Bataille de Fuzhou                          | 23 - 26 août 1884             | Chine                                     | Victoire française décisive sur la Chine                   |
| Bataille de Tamsui                          | 8 octobre 1884                | Taïwan                                    | Victoire chinoise sur la France                            |
| Bataille de Yu Oc                           | 19 novembre 1884              | Viêt Nam                                  | Victoire française sur les Pavillons Noirs                 |
| Bataille de Nui Bop                         | 3 - 4 janvier 1885            | Viêt Nam                                  | Victoire française sur la Chine                            |
| Combat de Shipu                             | 14 - 15 février 1885          | Chine                                     | Victoire française sur la Chine                            |
| Bataille de Hoa Moc                         | 2 mars 1885                   | Viêt Nam                                  | Victoire française sur la Chine et les Pavillons Noirs     |
| Retraite de Lang Son                        | Fin mars 1885                 |                                           |                                                            |
| Guerre sino-japonaise (1894-1895)           |                               |                                           |                                                            |
| Bataille de Seonghwan                       | 28 - 29 juillet 1894          | Corée du Sud                              | Victoire japonaise sur la Chine                            |
| Bataille de Pyongyang                       | 15 septembre 1894             | Pyongyang, Corée du Nord                  | Victoire japonaise sur la Chine                            |
| Bataille de Jiuliancheng                    | 24 octobre 1894               | Fleuve Yalou, frontière coréano-mandchoue | Victoire japonaise sur la Chine                            |
| Bataille de Lüshunkou                       | 21 novembre 1894              | Lüshunkou, Chine                          | Victoire japonaise sur la Chine                            |
| Bataille de Weihaiwei                       | 20 janvier - 12 février 1895  | Weihai, Chine                             | Victoire japonaise sur la Chine                            |
| Bataille de Yingkou                         | 4 mars 1895                   | Liaoning, Chine                           | Victoire japonaise sur la Chine                            |
| Guerre américano-philippine (1899-1902)     |                               |                                           |                                                            |
| Bataille de Caloocan                        | 10 février 1899               | Philippines                               | Victoire américaine sur les Philippines                    |
| Bataille de Santa-Cruz (1899)               | 9 - 10 avril 1899             | Philippines                               | Victoire américaine sur les Philippines                    |
| Bataille de Paete                           | 12 avril 1899                 | Philippines                               | Victoire américaine sur les Philippines                    |
| Bataille de Tirad Pass                      | 2 décembre 1899               | Philippines                               | Victoire américaine sur les Philippines                    |

## Europe
Pour les batailles des guerres de la révolution et napoléoniennes, voir: 
| Bataille                                                                    | Date(s)                           | Lieu                                  | Résultat                                                                            |
| --------------------------------------------------------------------------- | --------------------------------- | ------------------------------------- | ----------------------------------------------------------------------------------- |
| Premier soulèvement serbe                                                   |                                   |                                       |                                                                                     |
| Bataille de Mišar                                                           | 13 au 15 août 1806                | Proximité de Mišar, Serbie            | Victoire serbe sur l'Empire ottoman                                                 |
| Bataille de Deligrad                                                        | Décembre 1806                     | Deligrad, Serbie                      | Victoire serbe sur l'Empire ottoman                                                 |
| Révolutions libérales en Italie (1821)                                      |                                   |                                       |                                                                                     |
| Bataille de Rieti                                                           | 7 mars 1821                       | Rieti, Italie                         | Victoire autrichienne sur les insurgés napolitains                                  |
| Bataille d'Antrodoco                                                        | 9 mars 1821                       | Antrodoco, Italie                     | Victoire autrichienne sur les insurgés napolitains                                  |
| Bataille de Novare (1821)                                                   | 8 avril 1821                      | Novare, Italie                        | Victoire autro-sarde sur les insurgés piémontais                                    |
| Guerre d'indépendance grecque (1821-1830)                                   |                                   |                                       |                                                                                     |
| Bataille d'Alamana                                                          | 23 avril 1821                     | Grèce                                 | Victoire ottomane sur les Grecs                                                     |
| Bataille du khan de Gravia                                                  | 6 mai 1821                        | Grèce                                 | Victoire grecque sur l'Empire ottoman                                               |
| Bataille de Valtetsi                                                        | 12 mai 1821                       | Valtétsi, Grèce                       | Victoire grecque sur l'Empire ottoman                                               |
| Bataille de Doliana                                                         | 18 mai 1821                       | Doliana, Arcadie, Grèce               | Victoire grecque sur l'Empire ottoman                                               |
| Bataille de Dragatsani                                                      | 7 juin 1821                       | Dragatsani, Valachie, Roumanie        | Victoire ottomane sur les Grecs                                                     |
| Bataille de Lala                                                            | 14 juin 1821 (julien)             | Grèce                                 | Victoire grecque sur l'Empire ottoman                                               |
| Prise de Tripolizza                                                         | 5 octobre 1821                    | Grèce                                 | Victoire grecque sur l'Empire ottoman                                               |
| Bataille de Péta                                                            | 16 juillet 1822                   | Grèce                                 | Victoire ottomane sur les Grecs                                                     |
| Bataille des Dervénakia                                                     | 5 - 8 août 1822                   | Grèce                                 | Victoire grecque sur l'Empire ottoman                                               |
| Bataille d'Arachova                                                         | 18 - 24 novembre 1826             | Arachova, Béotie, Grèce               | Victoire grecque sur l'Empire ottoman                                               |
| Bataille de Phalère                                                         | 6 mai 1827                        | Grèce                                 | Victoire ottomane sur les Grecs                                                     |
| Expédition d'Espagne (1823)                                                 |                                   |                                       |                                                                                     |
| Bataille du Trocadéro                                                       | 31 août 1823                      | Cadix, Espagne                        | Victoire française sur les libéraux espagnols                                       |
| Soulèvement migueliste de 1826-1827 et Guerre civile portugaise (1828-1834) |                                   |                                       |                                                                                     |
| Bataille de Coruche                                                         | 9 janvier 1827                    | Portugal                              | Victoire des troupes libérales sur les rebelles miguelistes                         |
| Siège de Porto                                                              | juillet 1832 - août 1833          | Portugal                              | Victoire des Libéraux sur les Miguelistes                                           |
| Bataille de Ponte Ferreira                                                  | 22 - 23 juillet 1832              | Portugal                              | Victoire tactique des Libéraux sur les Miguelistes                                  |
| Bataille de Souto Redondo                                                   | 7 août 1832                       | Portugal                              | Victoire des Miguelistes sur les libéraux                                           |
| Bataille d'Alcácer do Sal                                                   | 2 novembre 1833                   | Portugal                              | Victoire des Miguelistes sur les libéraux                                           |
| Bataille de Pernes                                                          | 11 novembre 1833                  | Portugal                              | Victoire des Libéraux sur les Miguelistes                                           |
| Bataille d'Almoster                                                         | 18 février 1834                   | Almoster, Portugal                    | Victoire des Libéraux sur les Miguelistes                                           |
| Bataille de Sant’Ana                                                        | 24 avril 1834                     | Portugal                              | Victoire des Miguelistes sur les libéraux                                           |
| Bataille d'Asseiceira                                                       | 16 mai 1834                       | Asseiceira, Portugal                  | Victoire des Libéraux sur les Miguelistes                                           |
| Guerre russo-turque de 1828-1829                                            |                                   |                                       |                                                                                     |
| Bataille de Kulevicha                                                       | 11 juin 1829                      |                                       | Victoire russe sur l'Empire ottoman                                                 |
| Campagne des Dix-Jours (1831)                                               |                                   |                                       |                                                                                     |
| Bataille de Hasselt                                                         | août 1831                         | Belgique                              | Victoire néerlandaise sur la Belgique                                               |
| Bataille de Boutersem                                                       | août 1831                         | Belgique                              | Victoire néerlandaise sur la Belgique                                               |
| Bataille de Louvain                                                         | 12 août 1831                      | Belgique                              | Victoire néerlandaise sur la Belgique                                               |
| Insurrection polonaise ou Insurrection de Novembre (1831)                   |                                   |                                       |                                                                                     |
| Bataille de Stoczek                                                         | 14 février 1831                   | Pologne                               | Victoire polonaise sur la Russie                                                    |
| Bataille de Dobra                                                           | 17 février 1831                   | Pologne                               | Victoire polonaise sur la Russie                                                    |
| Première bataille de Kałuszyn                                               | 17 février 1831                   | Pologne                               | Bataille indécise entre la Pologne et la Russie                                     |
| Première bataille de Wawer                                                  | 19 février 1831                   | Pologne                               | Victoire polonaise sur la Russie                                                    |
| Bataille de Nowa Wieś                                                       | 19 février 1831                   | Nowa Wieś, Pologne                    | Victoire polonaise sur la Russie                                                    |
| Bataille de Białołęka                                                       | 24 février 1831                   | Pologne                               | Victoire polonaise sur la Russie                                                    |
| Bataille de Grochow                                                         | 25 février 1831                   | Pologne                               | Victoire polonaise sur la Russie                                                    |
| Bataille de Kurów                                                           | 3 mars 1831                       | Pologne                               |                                                                                     |
| Seconde bataille de Wawer                                                   | 31 mars 1831                      | Pologne                               |                                                                                     |
| Bataille de Dębe Wielkie                                                    | 31 mars 1831                      | Pologne                               | Victoire polonaise sur la Russie                                                    |
| Bataille de Domanice                                                        | 9 avril 1831                      | Pologne                               |                                                                                     |
| Bataille d'Iganie                                                           | 10 avril 1831                     | Pologne                               | Victoire polonaise sur la Russie                                                    |
| Bataille de Kazimierz Dolny                                                 | 18 avril 1831                     | Pologne                               | Victoire russe sur la Pologne                                                       |
| Bataille d'Ostrolenka (1831)                                                | 26 mai 1831                       | Kazimierz Dolny, Pologne              | Victoire russe sur la Pologne                                                       |
| Bataille de Wola                                                            | 6 septembre 1831                  | Pologne                               |                                                                                     |
| Première guerre carliste (1833-1839)                                        |                                   |                                       |                                                                                     |
| Bataille d'Alsasua                                                          | 22 avril 1834                     | Espagne                               | Victoire carliste sur les troupes gouvernementales                                  |
| Guerre du Sonderbund (1847)                                                 |                                   |                                       |                                                                                     |
| Bataille de Gisikon                                                         | 23 novembre 1847                  | près de Lucerne, Suisse               | Victoire des Confédérés sur les troupes du Sonderbund                               |
| Révolution hongroise de 1848                                                |                                   |                                       |                                                                                     |
| Bataille de Pákozd                                                          | 29 septembre 1848                 | Hongrie                               | Victoire hongroise sur les autrichiens et les croates                               |
| Bataille de Schwechat                                                       | 30 octobre 1848                   | Schwechat, Autriche                   | Victoire autrichienne sur la Hongrie                                                |
| Bataille de Kapolna                                                         | 26 - 27 février 1849              | Hongrie                               | Victoire autrichienne sur la Hongrie                                                |
| Bataille de Pered                                                           | 21 juin 1849                      | Hongrie                               | Victoire russo-autrichienne sur la Hongrie                                          |
| Bataille de Segesvar                                                        | 31 juillet 1849                   |                                       | Victoire russo-autrichienne sur la Hongrie                                          |
| Bataille de Temesvar                                                        | 9 août 1849                       | Timișoara, Roumanie                   | Victoire autrichienne sur la Hongrie                                                |
| Première guerre d'indépendance italienne (1848-1849)                        |                                   |                                       |                                                                                     |
| Cinq journées de Milan                                                      | 18 mars - 22 mars 1848            | Milan, Italie                         | Victoire des insurgés milanais sur l'Autriche                                       |
| Bataille du pont de Goito                                                   | 9 avril 1848                      | Goito, Italie                         | Victoire piémontaise sur l'Autriche                                                 |
| Bataille de Pastrengo                                                       | 30 avril 1848                     | Pastrengo, Italie                     | Victoire piémontaise sur l'Autriche                                                 |
| Bataille de Santa Lucia                                                     | 6 mai 1848                        | Santa Lucia, Italie                   | Victoire autrichienne sur le Piémont                                                |
| Bataille de Cornuda                                                         | 8 mai 1848                        | Cornuda, Italie                       | Victoire autrichienne sur les Pontificaux et les Vénitiens                          |
| Bataille de Goito                                                           | 30 mai 1848                       | Goito, Italie                         | Victoire piémontaise sur l'Autriche                                                 |
| Bataille de Governolo                                                       | 17 juin 1848                      | Governolo, Italie                     | Victoire piémontaise sur l'Autriche                                                 |
| Bataille de Sommacampagna                                                   | 23 juillet 1848                   | Sommacampagna, Italie                 | Victoire autrichienne sur le Piémont                                                |
| Bataille de Custoza (1848)                                                  | 25 juillet 1848                   | Custoza, Italie                       | Victoire autrichienne sur le Piémont                                                |
| Bataille de Sforzesca                                                       | 21 mars 1849                      | Sforzesca, Italie                     | Victoire piémontaise sur l'Autriche                                                 |
| Bataille de Mortara                                                         | 21 mars 1849                      | Mortara, Italie                       | Victoire autrichienne sur le Piémont                                                |
| Bataille de Novare (1849)                                                   | 23 mars 1849                      | Novare, Italie                        | Victoire autrichienne sur le Piémont                                                |
| Première guerre des Duchés (1848-1852)                                      |                                   |                                       |                                                                                     |
| Bataille de Bov                                                             | 9 avril 1848                      | Schleswig-Holstein                    | Victoire danoise sur le Schleswig-Holstein                                          |
| Bataille de Lottorf                                                         | 24 novembre 1850                  | Schleswig-Holstein                    | Victoire danoise sur le Schleswig-Holstein                                          |
| Guerre de Crimée (1853-1855)                                                |                                   |                                       |                                                                                     |
| Combat d'Isatcha                                                            | 23 octobre 1853                   | Isaccea, Roumanie                     | Victoire ottomane sur la Russie                                                     |
| Bataille d'Oltenitza                                                        | 4 novembre 1853                   | Oltenitza, Roumanie                   | Victoire ottomane sur la Russie                                                     |
| Bataille de Cetate                                                          | 31 décembre 1853 - 6 janvier 1854 | Cetate                                | Sans vainqueur                                                                      |
| Bataille de l'Alma                                                          | 20 septembre 1854                 | Crimée, Ukraine                       | Victoire franco-britannique sur la Russie                                           |
| Bataille de Bomarsund                                                       | Août 1854                         | Åland, Finlande                       | Victoire franco-britannique sur la Russie                                           |
| Bataille de Kurekdere                                                       | 5 août 1854                       | Arménie                               | Victoire russe sur les Ottomans                                                     |
| Bataille de Balaklava                                                       | 25 octobre 1854                   | Crimée, Ukraine                       | Victoire franco-britannique sur la Russie                                           |
| Bataille d'Inkerman                                                         | 5 novembre 1854                   | Crimée, Ukraine                       | Victoire franco-britannique sur la Russie                                           |
| Bataille d'Eupatoria                                                        | 17 février 1855                   | Eupatoria, Ukraine                    | Victoire ottomane sur la Russie                                                     |
| Bataille de la Tchernaïa                                                    | 16 août 1855                      | Crimée, Ukraine                       | Victoire franco-sarde sur la Russie                                                 |
| Bataille de Malakoff                                                        | 8 septembre 1855                  | Crimée                                | Victoire française décisive sur la Russie                                           |
| Campagne d'Italie (1859)                                                    |                                   |                                       |                                                                                     |
| Bataille de Montebello (1859)                                               | 20 mai 1859                       | Italie                                | Victoire franco-piémontaise sur l'Autriche                                          |
| Bataille de Varèse                                                          | 26 mai 1859                       | Italie                                | Victoire sarde sur l'Autriche                                                       |
| Bataille de San Fermo                                                       | 27 mai 1859                       | Italie                                | Victoire sarde sur l'Autriche                                                       |
| Bataille de Palestro                                                        | 31 mai 1859                       | Italie                                | Victoire franco-piémontaise sur l'Autriche                                          |
| Bataille de Turbigo                                                         | 3 juin 1859                       | Italie                                | Victoire française sur l'Autriche                                                   |
| Bataille de Magenta                                                         | 4 juin 1859                       | Italie                                | Victoire franco-piémontaise sur l'Autriche                                          |
| Bataille de Melegnano                                                       | 8 juin 1859                       | Italie                                | Victoire française sur l'Autriche                                                   |
| Bataille de Treponti                                                        | 15 juin 1859                      | Italie                                | Victoire autrichienne sur la Sardaigne                                              |
| Bataille de Solférino                                                       | 24 juin 1859                      | Italie                                | Victoire franco-piémontaise sur l'Autriche                                          |
| Bataille de San Martino                                                     | 24 juin 1859                      |                                       | Victoire sarde sur l'Autriche                                                       |
| Guerres pour l’unité italienne                                              |                                   |                                       |                                                                                     |
| Bataille de Calatafimi                                                      | 15 mai 1860                       | Sicile, Italie                        | Victoire des Garibaldiens sur le royaume des Deux-Siciles                           |
| Bataille de Milazzo (1860)                                                  | 20 juillet 1860                   | Sicile, Italie                        | Victoire des Garibaldiens sur le royaume des Deux-Siciles                           |
| Bataille de Reggio                                                          | 21 août 1860                      | Italie                                | Victoire des Garibaldiens sur le royaume des Deux-Siciles                           |
| Bataille de Castelfidardo                                                   | 18 septembre 1860                 | Italie                                | Victoire du Piémont sur les Pontificaux                                             |
| Bataille de Caiazzo                                                         | 19 - 21 septembre 1860            | Italie                                | Victoire du royaume des Deux-Siciles sur les Garibaldiens                           |
| Bataille du Volturno (1860)                                                 | 1er octobre 1860                  | Italie                                | Victoire des Garibaldiens sur le royaume des Deux-Siciles                           |
| Bataille de Garigliano (1860)                                               | 29 octobre 1860                   | près de Gaète, Italie                 | Victoire des Piémontais sur le royaume des Deux-Siciles                             |
| Bataille de l'Aspromonte                                                    | 29 août 1862                      | Italie                                | Victoire de l'Italie sur les Garibaldiens                                           |
| Bataille de Montelibretti                                                   | 13 octobre 1867                   | Italie                                | Victoire des Garibaldiens sur les Pontificaux                                       |
| Bataille de Monterotondo                                                    | 25 et 26 octobre 1867             | Italie                                | Victoire des Garibaldiens sur les Pontificaux                                       |
| Bataille de Mentana                                                         | 13 novembre 1867                  | Italie                                | Victoire franco-pontificale sur les Garibaldiens                                    |
| Deuxième guerre des Duchés (1864)                                           |                                   |                                       |                                                                                     |
| Bataille de Sankelmark                                                      | 5 février 1864                    | Sankelmark, Allemagne                 | Victoire danoise sur la Prusse                                                      |
| Bataille de Dybbøl ou de Düppel                                             | 7 - 18 avril 1864                 | Danemark                              | Victoire prussienne sur le Danemark                                                 |
| Guerre austro-prussienne (1866)                                             |                                   |                                       |                                                                                     |
| Bataille de Custoza (1866)                                                  | 24 juin 1866                      | Italie                                | Victoire autrichienne sur l'Italie                                                  |
| Bataille de Hühnerwasser                                                    | 26 juin 1866                      | Bohême, République tchèque            | Victoire prussienne sur l'Autriche                                                  |
| Bataille de Podol                                                           | 26 - 27 juin 1866                 | Bohême, République tchèque            | Victoire prussienne sur l'Autriche                                                  |
| Bataille de Nachod                                                          | 27 juin 1866                      | Bohême, République tchèque            | Victoire prussienne sur l'Autriche                                                  |
| Bataille de Trautenau                                                       | 27 juin 1866                      | Bohême, République tchèque            | Victoire autrichienne sur la Prusse                                                 |
| Bataille de Langensalza                                                     | 27 - 28 juin 1866                 | Thuringe, Allemagne                   | Victoire hanovrienne sur la Prusse                                                  |
| Combat de Soor-Burkersdorf                                                  | 28 juin 1866                      | Bohême, République tchèque            | Victoire prussienne sur l'Autriche                                                  |
| Bataille de Münchengrätz                                                    | 28 juin 1866                      | Bohême, République tchèque            | Victoire prussienne sur l'Autriche                                                  |
| Bataille de Schweinschädel                                                  | 29 juin 1866                      | Bohême, République tchèque            | Victoire prussienne sur l'Autriche                                                  |
| Bataille de Sadowa                                                          | 3 juillet 1866                    | Bohême, République tchèque            | Victoire prussienne sur l'Autriche                                                  |
| Bataille de Kissingen                                                       | 10 juillet 1866                   | Bad Kissingen, Bavière                | Victoire prussienne sur la Bavière                                                  |
| Combat d'Aschaffenbourg                                                     | 14 juillet 1866                   | Bavière, Allemagne                    | Victoire prussienne sur l'Autriche, le grand-duché de Hesse et l'électorat de Hesse |
| Bataille de Bezzecca                                                        | 21 juillet 1866                   | Trentin, Italie                       | Victoire italienne sur l'Autriche                                                   |
| Guerre franco-allemande (1870-1871)                                         |                                   |                                       |                                                                                     |
| Bataille de Sarrebruck (1870)                                               | 2 août 1870                       | Sarre, Allemagne                      | Victoire de la France sur la Confédération de l'Allemagne du Nord                   |
| Bataille de Wissembourg (1870)                                              | 4 août 1870                       | Wissembourg (France)                  | Victoire de la Confédération de l'Allemagne du Nord sur la France                   |
| Bataille de Frœschwiller-Wœrth ou de Reichshoffen                           | 6 août 1870                       | Frœschwiller-Wœrth                    | Victoire de la Prusse, la Bade, la Bavière et le Wurtemberg sur la France           |
| Bataille de Spicheren                                                       | 6 août 1870                       | Spicheren                             | Victoire prussienne sur la France                                                   |
| Bataille de Borny-Colombey                                                  | 14 août 1870                      | Proximité de Metz                     | Victoire prussienne sur la France                                                   |
| Bataille de Mars-la-Tour                                                    | 16 août 1870                      | Mars-la-Tour près de Metz             | Victoire française sur la Prusse                                                    |
| Bataille de Saint-Privat ou de Gravelotte                                   | 18 août 1870                      | Saint-Privat-la-Montagne près de Metz | Victoire prussienne sur la France                                                   |
| Bataille de Beaumont                                                        | 30 août 1870                      | Beaumont-en-Argonne, France           | Victoire de la Confédération de l'Allemagne du Nord sur la France                   |
| Bataille de Noisseville-Servigny                                            | 31 août au 1er septembre 1870     | Noisseville-Servigny, France          | Victoire prussienne sur la France                                                   |
| Bataille de Sedan                                                           | 31 août au 1er septembre 1870     | Sedan                                 | Victoire prussienne et bavaroise sur la France                                      |
| Bataille de Nompatelize                                                     | 6 octobre 1870                    | Nompatelize                           | Victoire prussienne sur la France                                                   |
| Bataille de Bellevue                                                        | 7 octobre 1870                    | Près de Metz, France                  | Victoire prussienne sur la France                                                   |
| Bataille de Châteaudun                                                      | 18 octobre 1870                   | Châteaudun, France                    | Victoire de la Confédération de l'Allemagne du Nord sur la France                   |
| Batailles de Dijon                                                          | 29 octobre 1870                   | Dijon, France                         | Victoire prussienne sur la France                                                   |
| Bataille de Coulmiers                                                       | 9 novembre 1870                   | Coulmiers, France                     | Victoire française sur la Bavière                                                   |
| Bataille de Villers-Bretonneux (1870)                                       | 27 novembre 1870                  | Villers-Bretonneux                    | Victoire prussienne sur la France                                                   |
| Bataille de Beaune-la-Rolande                                               | 28 novembre 1870                  | Beaune-la-Rolande                     | Victoire prussienne sur la France                                                   |
| Bataille de Champigny                                                       | 29 novembre - 3 décembre 1870     | Villiers-sur-Marne, France            | Victoire prussienne sur la France                                                   |
| Bataille de Loigny                                                          | 2 décembre 1870                   | Loigny-la-Bataille, France            | Victoire prussienne et bavaroise sur la France                                      |
| Bataille d'Orléans                                                          | 2 - 4 décembre 1870               | Orléans                               | Victoire prussienne sur la France                                                   |
| Combat de Longeau                                                           | 16 décembre 1870                  | Longeau-Percey, France                | Victoire française sur la Prusse                                                    |
| Batailles de Dijon                                                          | 18 décembre 1870                  | Dijon, France                         | Victoire prussienne sur la France                                                   |
| Bataille de l'Hallue                                                        | 23 - 24 décembre 1870             | Pont-Noyelles                         | Bataille indécise entre la France et la Prusse                                      |
| Bataille de Bapaume                                                         | 3 janvier 1871                    | Bapaume, France                       | Victoire stratégique prussienne Victoire tactique française                         |
| Bataille de Villersexel                                                     | 9 - 10 janvier 1871               | Villersexel                           | Victoire française sur la Prusse                                                    |
| Bataille du Mans                                                            | 11 - 12 janvier 1871              | Le Mans                               | Victoire prussienne sur la France                                                   |
| Batailles de Dijon                                                          | 14 janvier 1871                   | Dijon, France                         | Victoire française sur la Prusse                                                    |
| Bataille de la Lizaine                                                      | 15 - 17 janvier 1871              | sur la Lizaine                        | Victoire prussienne sur la France                                                   |
| Bataille de Buzenval                                                        | 19 janvier 1871                   | Rueil-Malmaison                       | Victoire prussienne sur la France                                                   |
| Bataille de Saint-Quentin                                                   | 19 janvier 1871                   | Saint-Quentin                         | Victoire prussienne sur la France                                                   |
| Troisième guerre carliste (1872-1876)                                       |                                   |                                       |                                                                                     |
| Bataille de Monte-Murru                                                     | 27 juin 1874                      | Espagne                               | Victoire carliste sur les troupes gouvernementales                                  |
| Bataille de Treviño                                                         | 7 juillet 1875                    | Province de Burgos, Espagne           | Victoire des troupes gouvernementales sur les carlistes                             |
| Bataille de Montejurra                                                      | 17 février 1876                   | Espagne                               |                                                                                     |
| Guerre turco-serbo-monténégrine (1876)                                      |                                   |                                       |                                                                                     |
| Bataille d'Alexinatz                                                        | 1er septembre 1876                | Serbie                                | Victoire ottomane sur la Serbie                                                     |
| Bataille de Djunis                                                          | 29 octobre 1876                   | Serbie                                | Victoire ottomane sur la Serbie                                                     |
| Guerre russo-turque de 1877-1878                                            |                                   |                                       |                                                                                     |
| Bataille de Kizil Tepe                                                      | 25 juin 1877                      | Turquie                               | Victoire ottomane sur la Russie                                                     |
| Bataille de Nikopol                                                         | 16 juillet 1877                   | Bulgarie                              | Victoire russe sur l'Empire ottoman                                                 |
| Bataille de Chipka                                                          | 17 - 19 juillet 1877              | Col de Shipka, Bulgarie               |                                                                                     |
| Bataille de Chipka                                                          | 21 - 26 août 1877                 | Col de Shipka, Bulgarie               |                                                                                     |
| Bataille de Lovcha                                                          | 1er - 9 septembre 1877            | Bulgarie                              | Victoire russe sur l'Empire ottoman                                                 |
| Bataille de Chipka                                                          | 13 - 17 septembre 1877            | Col de Shipka, Bulgarie               |                                                                                     |
| Bataille de Kars                                                            | 17 novembre 1877                  | Kars, Turquie                         | Victoire russe sur l'Empire ottoman                                                 |
| Bataille de Chipka                                                          | 5 - 9 janvier 1878                | Col de Shipka, Bulgarie               | Victoire décisive russe sur l'Empire ottoman                                        |
| Bataille de Philippopolis                                                   | 17 janvier 1878                   | Plovdiv, Bulgarie                     | Victoire russe sur l'Empire ottoman                                                 |
| Guerre serbo-bulgare (1885)                                                 |                                   |                                       |                                                                                     |
| Bataille de Slivnitsa                                                       | 17 - 19 novembre 1885             | Slivnitsa, Bulgarie                   | Victoire bulgare sur la Serbie                                                      |
| Bataille de Pirot                                                           | 26 - 27 novembre 1885             | Pirot, Bulgarie                       | Victoire bulgare sur la Serbie                                                      |
| Guerre gréco-turque (1897)                                                  |                                   |                                       |                                                                                     |
| Bataille de Tirnavos                                                        | 23 avril 1897                     | Grèce                                 | Victoire ottomane sur la Grèce                                                      |
| Bataille de Velestino                                                       | 28 avril 1897                     | Grèce                                 | Victoire grecque sur l'Empire ottoman                                               |
| Bataille de Pharsale (1897)                                                 | 4 mai 1897                        | Thessalie, Grèce                      | Victoire ottomane sur la Grèce                                                      |
| Bataille de Domokos                                                         | 17 mai 1897                       | Thessalie, Grèce                      | Victoire ottomane sur la Grèce                                                      |

## Océanie
| Bataille                                                        | Date(s)                | Lieu             | Résultat                                                  |
| --------------------------------------------------------------- | ---------------------- | ---------------- | --------------------------------------------------------- |
| Rébellion de Kekuaokalani à Hawaï (1819)                        |                        |                  |                                                           |
| Bataille de Kuamo'o                                             | décembre 1819          | Hawaï            | Victoire des royalistes sur les partisans de Kekuaokalani |
| Rébellion à Kauai contre le gouvernement central hawaïen (1824) |                        |                  |                                                           |
| Bataille de Wahiawa                                             | 8 août 1824            | Kauai            | Victoire des gouvernementaux sur les rebelles             |
| Seconde Guerre de Taranaki (1863-1866)                          |                        |                  |                                                           |
| Bataille d'Orakau                                               | 31 mars - 2 avril 1864 | Nouvelle-Zélande | Victoire britannique sur les Maoris                       |
| Bataille de Gate Pa                                             | 29 avril 1864          | Nouvelle-Zélande | Victoire Maori sur le Royaume-Uni                         |
| Bataille de Te Ranga                                            | 21 juin 1864           | Nouvelle-Zélande | Victoire britannique sur les Maoris                       |